# Баязетское сидение
Баязе́тское сиде́ние (6 [18] июня — 28 июня [10] июля 1877 года) — один из эпизодов Русско-турецкой войны (1877—1878): оборона крепости Баязет русским гарнизоном от многочисленных турецких войск. Имело важное как стратегическое, так и моральное значение.
В результате активных действий турецкой армии, русский гарнизон оказался осаждённым в небольшой цитадели в глубоком тылу противника. После планируемого избавления от него путём капитуляции или уничтожения, сводный Ванско-баязетский отряд турецкой армии под командованием бригадного генерала Фаик-паши, должен был вторгнуться в Российское Закавказье, границы которого на тот момент оставались фактически незащищёнными. Однако попытки взять цитадель штурмом или принудить русский гарнизон сложить оружие закончились безуспешно. Не увенчались, однако, успехом и попытки пробиться на помощь осаждённым сквозь турецкие кордоны отдельных русских отрядов майора П. П. Крюкова и генерал-майора Келбали-хана Нахичеванского.
Несмотря на испытываемый крайний недостаток в пище и воде, русский гарнизон под руководством коменданта крепости капитана Штоквича, полковника Исмаил-хана Нахичеванского, войскового старшины Кванина и поручика Томашевского, отверг любые условия капитуляции и продолжал держать оборону в течение 23 дней, вплоть до его освобождения Эриванским отрядом русской армии генерал-лейтенанта Тергукасова.
После войны, в 1878 году, все участники Баязетского сидения были награждены серебряной медалью «В память русско-турецкой войны 1877—1878», которой кроме них награждались только участники обороны Шипкинского перевала, и с 1881 года участники осады Карса. Кроме того, подразделениям, участвовавшим в обороне цитадели, были пожалованы коллективные знаки отличия в виде надписи: «За геройскую защиту Баязета съ 6-го по 28-е Iюня 1877 года».

## Баязет

### Город

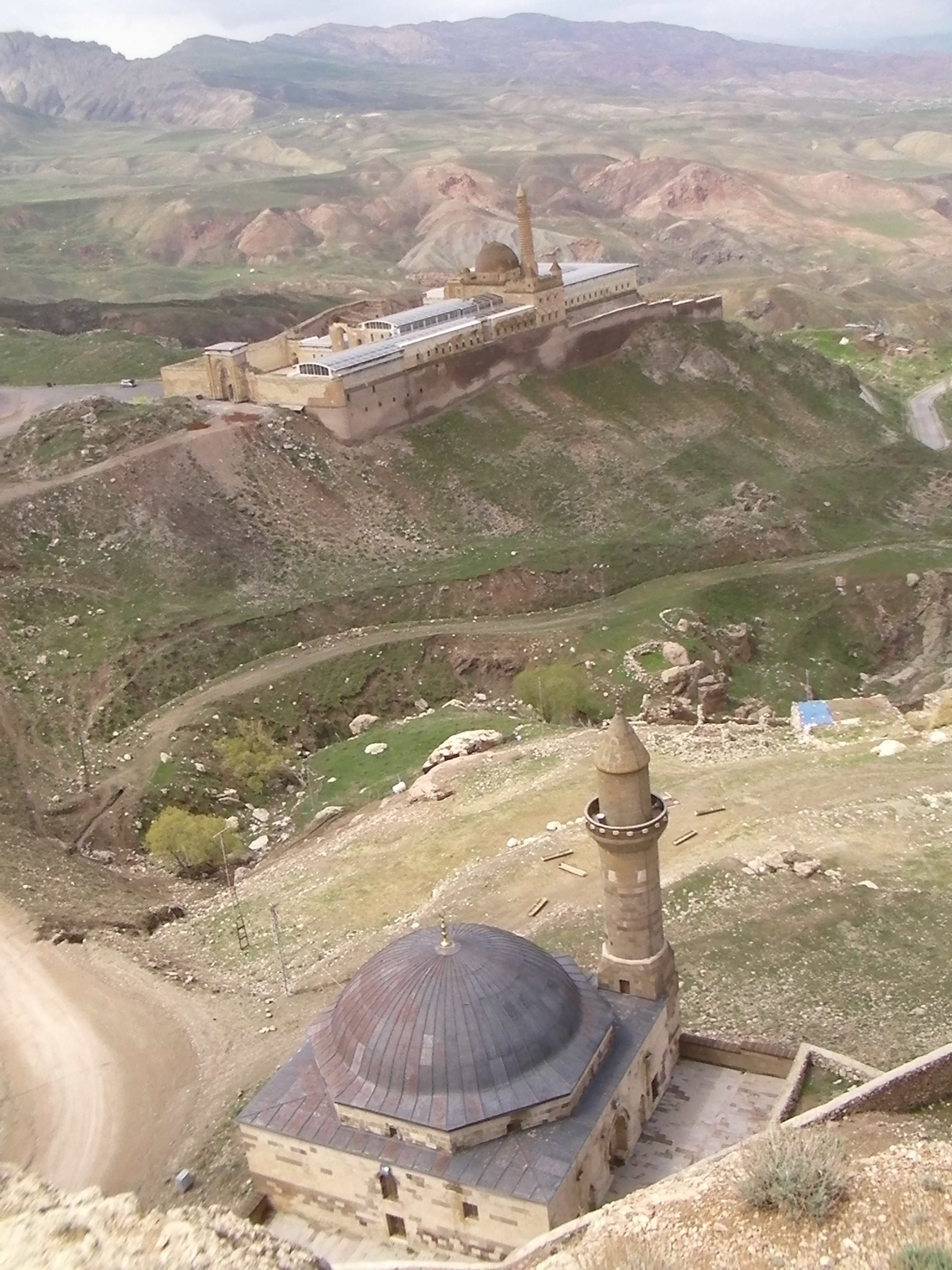
Современный вид на дворец Исхак-паши со стороны «Старой крепости»

Баязет, вследствие своего географического положения, имел важное оперативно-стратегическое значение. Для турок он служил опорным пунктом для наступления на Эриванскую губернию. Для русских он был крайним юго-восточным опорным пунктом на коммуникационном пути для наступательной операции через Алашкертскую долину на стратегически-важный город-крепость Эрзерум. Владея Баязетом, русские войска прикрывали Эриванскую губернию. Однако, имелась возможность и обойти его.
Город был окружён скалами, в виде подковы. Дома были расположены на их уступах в виде амфитеатра.

### Цитадель
В городе на уступе горы находился каменный дворец Исхак-паши или так называемый «Новый за́мок», построенный в XVIII веке и представлявший собой отдельное большое здание в три этажа с внутренним двором, мечетью и минаретом. Для русского гарнизона во время осады он служил цитаделью (крепостью). Архитектура дворца сочетала в себе мавританский, персидский и другие стили, при этом, сам дворец не имел значения укреплённого пункта. У него отсутствовали какие бы то ни было фортификационные сооружения, а сами строения не предусматривали оборонительных действий. Оконные проёмы были большого размера, а плоские крыши по периметру не имели бордюров. Всё пространство замка, за исключением немногих углов, простреливалось с близлежащих командных высот.

## Предпосылки

#### Расклад сил на Кавказском театре войны
С началом Русско-турецкой войны (1877—1878) на Кавказском театре войны, действующий корпус русской армии под командованием генерал-адъютанта Лорис-Меликова начал наступление по трём операционным направлениям:
1. Главные силы (центр) — под командованием самого Лорис-Меликова (24 212 чел., 92 орудия)[11] выдвигались из Александрополя для дальнейшего наступления через Карс и Зивин[тур.] на Эрзерум;
2. Ахалцыхский отряд (правый фланг) — под командованием генерал-лейтенанта Девеля (12 352 чел., 36 орудий)[11] из Ахалкалак для дальнейшего наступления на Ардаган;
3. Эриванский отряд (левый фланг) — под командованием генерал-лейтенанта Тергукасова (10 616 чел., 32 орудия)[11] из Игдыря для дальнейшего наступления на Эрзерум по Алашкертской долине в обход Карса через Баязет и Даяр.

Османская империя, ещё в преддверии войны с Россией, сконцентрировала своё внимание на Балканах (Европейском театре войны). На Кавказском же театре войны турецкая армия оказалась совершенно неподготовленной. Османская канцелярия констатировала факт:
Положение турецкой Дунайской армии, сравнительно с русской — удовлетворительно, но в азиатских турецких войсках ощущался очень большой недостаток в людях и припасах.

### Русская армия

#### Наступление Эриванского отряда на Баязет
17 (29) апреля Эриванский отряд двумя колоннами перешёл турецкую границу и расположился биваками. На границе русские войска были встречены представителями курдского племени — Джелали, родоначальник которых Аташ-ага, словесно передал Тергукасову заявление баязетского паши о намерении турецкого гарнизона защищать Баязет «до последней крайности» и просьбу о проявлении милости к жителям.
В ночь на 18 (30) апреля к Баязету направился рекогносцировочный отряд из 2 казачьих сотен под командованием полковника Генштаба Филиппова с офицерами от артиллерии и топографической части. Подойдя к селению Зегентур, отряд Филиппова решил приблизиться к турецким позициям, чтобы вызвать их огонь на себя для определения приблизительной численности неприятеля, его расположения и вооружения. Однако турецкие аванпосты, не приняв боя, отступили за скалистые высоты. Несмотря на уверения турецкого доктора Гофмана, в том, что под Баязетом появились только передовые разъезды русских, и гарнизон имеет достаточно времени, чтобы вывезти всё необходимое до подхода их главных сил, турецкий гарнизон (батальон низама — 800, батальон редифа — 700 и эскадрон сувари (драгуны) — 500 чел.) покинул цитадель, и ушёл по словам жителей в сторону Вана. В цитадели были оставлены около 100 ящиков с боеприпасами и продовольствием. Над лазаретом был вывешен флаг Женевской конвенции и оставлены 16 больных солдат.

#### Занятие Баязета
С уходом из Баязета турецкого гарнизона в городе начались беспорядки. Были разграблены продовольственные склады и частные дома, включая дворец губернатора. Также подверглись ограблению и больные турецкие солдаты.
К городской администрации в Баязет прибыл капитан Генштаба  Домонтович с предложением сдать город. К отряду начало стекаться местное армянское население, выражая своё сочувствие. Представители городского управления, после некоторых колебаний, явились к Филиппову с заверением о готовности сдать город через 2 часа. К 11 часам с изъявлением преданности и покорности в отряд прибыла делегация из 20 человек курдского племени гайдеранлы с их родоначальником Мирза-агою. Филиппов, в свою очередь, отправил донесение Тергукасову, который, с авангардом, тут же направился к Баязету. В Зенгезуре он был дружелюбно встречен как местным населением, так и почётными жителями города, мусульманским и христианским духовенствами. Там же, Тергукасову было передано письмо от баязетского паши, в котором последний передавал «великодушию русских войск жителей города и оставшихся в нём больных солдат». Тергукасов, громко зачитав письмо, объявил, что данная просьба излишняя, «ибо русские войска сражаются лишь с вооружённым неприятелем, а беззащитным покровительствуют». Также было объявлено, что в городе всё останется в прежнем виде, и русские не будут касаться местных законов и обычаев, а русский закон будет одинаково охранять права населения вне зависимости от их национальности и вероисповедания. От жителей же Тергукасов потребовал, чтобы они оказывали содействие русским войскам в их «нуждах». В преддверии штурма, жители были приготовлены к худшим последствиям. Мусульманское население укрыло свои семьи в армянских домах, рассчитывая на более вероятную пощаду русских солдат в жилищах своих единоверцев. Однако, убедившись в отсутствии агрессии со стороны русских войск, жители продолжили обыденную жизнь. На рынках возобновилась бурная торговля.

#### Баязетский гарнизон
Обустроив коммуникационную и административную части, Тергукасов 26 апреля (8) мая с Эриванским отрядом продолжил своё наступление на Эрзерум. В городе и его окрестностях оставались 4 роты пехоты, сотня казаков и 4 сотни Эриванской милиции, а также временный госпиталь № 11. Комендантом Баязета и командующим войсками округа был назначен командир 2-го батальона 74-го пехотного Ставропольского полка — подполковник Ковалевский. На него также возлагались обязанности заседать в городском Совете, составленном для внутреннего управления. Комендантом цитадели и начальником военно-временного № 11 госпиталя назначался командир тифлисского местного полка — капитан Штоквич. Последний поступал в непосредственное подчинение Ковалевского.
Главные задачи гарнизона заключались в поддержании безопасности коммуникационного пути, конвоировании транспорта и обеспечении стабильной деятельности конной почты. Вплоть до конца мая, гарнизон проводил основное время в строевых занятиях. Артиллерия занималась наводкой и определением дистанций с цитадели до всех находящихся в поле видимости объектов. Казачьи разъезды патрулировали окрестные горы, для предупреждения внезапного нападения на город. Основные разведданные Ковалевский получал от лазутчиков. Кроме военных задач, требовалось также гражданское устройство.

#### Тревожные сведения
27 апреля (9) мая, то есть на следующий день после выступления из Баязета Эриванского отряда, Ковалевский получил сведения о том, что несколько членов меджлиса и почётных лиц города отправили ванскому губернатору известие о движении русского отряда к Диадину. Указывая на малочисленность оставленного в Баязете русского гарнизона, они просили губернатора произвести нападение на город, со своей же стороны члены меджлиса обещали полное содействие. Об этом Ковалевский тут же информировал Тергукасова, указывая также на то, что в городе уже находятся до 100 вооружённых заптиев (жандармов) и ежедневно туда пробираются группы переодетых турецких солдат. 28 апреля (10) мая на усиление баязетского гарнизона была направлена казачья сотня, а в сторону Вана двумя казачьими сотнями была проведена рекогносцировка, но противник обнаружен не был.
В начале мая в Баязете стали усиливаться слухи о концентрации крупных сил турок у Вана. На рынке говорили о скором занятии города турецкими войсками. Армяне сообщали о «больших массах турецких сил, готовящихся напасть на Баязет». 4 (16) мая в Баязет прибыл генерал-майор Амилахвари. В городе были проведены зачистки. Были выявлены и обезоружены 89 заптиев. Производились обыски в домах наиболее подозрительных лиц, в результате чего были обнаружены и изъяты телеграфный аппарат и много оружия.
24 мая (5) июня в Баязет с назначением на пост командующего войсками Баязетского округа прибыл с 2 ротами подполковник 73-го Крымского пехотного полка — Пацевич, сменивший на своём посту Ковалевского. После этого, впрочем, обстановка в городе не изменилась, за исключением того, что Пацевич продолжал доносить более мягкие и, порой прямо противоречащие реальности, сведения. Лазутчики продолжали, теперь уже Пацевичу, доносить о формировании большого турецкого отряда, главным образом из курдов, для нападения на Баязет. В городе участились разбои и диверсии. В частности, были арестованы 5 убийц подрядчика и турок, пытавшихся отвести водопровод от цитадели.
31 мая (12) июня из Персии от Теймур-паши-хана макинского пришло секретное письмо с предостережением, что в 70 верстах от Баязета на р. Соук-су находится турецкий Ванский отряд (20 тыс. пехоты, 5 тыс. кавалерии, 9 полевых и 3 горных орудия), который намеревается захватить Баязет и вторгнуться в Сурмалинский уезд Эриванской губернии. В тот же день, Пацевич телеграфировал об этом эриванскому военному губернатору генерал-майору Рославлеву, отмечая при этом, что «положение округа в порядке, всё спокойно». Данное предостережение также подтверждалось многочисленными слухами и донесениями.

### Турецкая армия

#### Анатолийская армия
Ещё 10 (22) апреля командующий Ванским отрядом турецкой армии бригадный генерал Фаик-паша получил донесения от баязетского мутасерифа (губернатора) Али-Кемаль-паши и от временно исполняющего обязанности командующего баязетским гарнизоном майора Ибрагим-аги, о намерении русских перейти границу по направлению к Баязету, и указания на необходимость присылки подкреплений. Однако Фаик-паша на тот момент не имел такой возможности, так как самый близкий резерв — 2-й Ванский редифный батальон, базировавшийся в Битлисе, находился в 15-дневном переходе от Баязета. Тогда, Али-Кемаль обратился к главнокомандующему Анатолийской армией муширу Мухтар-паше с просьбой поддержать Баязет Алашкертским отрядом, находившимся в 4-дневном переходе от него, но получил отказ. Фаик-паша, чтобы снять с себя ответственность в случае занятия русскими Баязета, своевременно информировал главнокомандующего о создавшейся ситуации.

#### Наступление Фаик-паши на Баязет
Фаик-паша, присоединив к своему Ванскому отряду Баязетский, выступил на Баязет. Сводный отряд был крайне неукомплектован, и пополнялся по пути местными и прибывавшими с других регионов курдскими ополченцами. Его движение происходило крайне медленно, и Мухтар-паша, желая остановить движение Эриванского отряда, 25 мая (8) июня отправил Фаик-паше «категорический приказ» о наступлении в тыл противнику на Баязет, указывая, на то, что «Алашкертский отряд уже начал своё наступление». Однако Фаик-паша, запросив начальника Алашкертского отряда Мехмет-пашу о его точном местоположении и времени выдвижения, получил от него ответ, что: «Согласно экстренного, сейчас мною полученного приказания главнокомандующего, я отступил с вверенным мне отрядом на Дели-бабу».
5 (17) июня Фаик-паша со своим отрядом (до 11 тыс. чел., 12 орудий) был уже в Теперизе. Отряд расположился двумя группами:
- Иррегулярные части — занимали обе стороны ванской дороги;
- Регулярные части — расположились к югу и западу от Тепериза.

На расстоянии 2,5 вёрст от бивака, растянулись пешая и конная цепи. Ещё дальше по одной роте с каждого батальона были расположены на командных высотах. Телеграфный провод Баязет—Игдырь в 3-й раз был перерезан.

## Русские рекогносцировки накануне осады

### 2 июня
Для проверки тревожных сведений Пацевич 2 (14) июня отправил в сторону Вана 1-ю сотню 2-го Хопёрского казачьего полка под командованием войскового старшины Кванина. Двигаясь по ванской дороге, казачья сотня обнаружила незначительную группу конных курдов, которые тут же скрылись. Дойдя до р. Соук-су, рекогносцировочный отряд без определённых результатов вернулся в Баязет.
В тот же день, Пацевич телеграфировал командующему конно-иррегулярной бригадой генерал-майору Келбали-хану Нахичеванскому о наличии в Базит-аге турецкой пехоты, а в Таперизе конницы, и что последняя бежала, а пехота пока стоит на месте. При этом, Пацевич вновь отмечал, что «в округе всё спокойно». В свою очередь, Келбали-хан информировал о наличии турецких сил Рославлева, который поручил ему оборону Эриванской губернии, а в Баязет направил 2-ю сотню 1-го Уманского конного полка под командованием войскового старшины Булавина.

### 4 июня
С рассветом 4 (16) июня из Баязета выступил рекогносцировочный кавалерийский отряд (2 сотни Уманского казачьего и сборная милиционная сотня Елисаветпольского конно-иррегулярного полков) под общим командованием Пацевича, желавшего лично убедиться «на сколько силён турецкий авангард». Дойдя до отрогов Зиярет-дага, отряд наткнулся на линию неприятельских аванпостов, тянувшуюся от ванской дороги до Тепериза. Последние, обнаружив русский отряд, подняли тревогу и открыли огонь. Около 300 конных курдов появились на фланге русского отряда. Пацевич тут же приказал сотням войскового старшины Булавина атаковать неприятеля, пытавшегося ударить во фланг, однако последний, не приняв боя, рассеялся, после чего, русский отряд повернул назад. Отступив к р. Инджа-су, Пацевич распорядился дать лошадям получасовой отдых, после чего, отряд двинулся дальше, и вскоре был атакован преследовавшей его турецкой пехотой и кавалерией (до 1 тыс. чел.). 50 казаков из 2-й сотни тут же спешились и открыли огонь по атакующим. Милиционеры, завидев «несущихся в атаку курдов», карьером кинулись назад. Сбатованные лошади спешенных казаков сорвались с коновязей, и понеслись вслед за уносящимися милиционерами. Оставшиеся без лошадей казаки вынуждены были экономить патроны, и стреляли только по близко подскакивающим всадникам.
Вернувшиеся с частью казачьих лошадей растерянные милиционеры, не смогли дать внятного объяснения произошедшему. Это дало Ковалевскому повод полагать, что казачьи сотни окружены, и он тут же выслал им на помощь казачью сотню Кванина и 3 роты пехоты. В то же время, Ковалевский отправил письмо Келбали-хану, который тут же принял меры по укреплению границы, а в Баязет направил 3 сотни Эриванского конно-иррегулярного полка под командованием полковника Исмаил-хана Нахичеванского. На чингильских высотах к последним были присоединены 25 казаков 1-го Кавказского полка под руководством урядника Севастьянова для препровождения милиционеров в Баязет.
Тем временем, рекогносцировочный отряд сумел отразить атаку неприятеля, который приостановил натиск, что дало возможность казакам благополучно отойти. К 1 часу пополудни отряд вернулся в Баязет, доставив смертельно раненного милиционера (скончался в лазарете) и 1 раненого (контузия). Потери неприятеля, по сведениям лазутчиков, составили 32 убитых, в том числе 2 шейха.
Через час после возвращения казаков к Баязету, вслед за ними также подошли значительные силы неприятеля, и угнали до 1 тыс. голов скота у жителей города. За уходящим неприятелем была выслана 7-я рота Крымского полка, однако настигнуть неприятеля не удалось, и рота ближе к сумеркам вернулась в город.

### Подготовка к обороне
В преддверии подхода турецких войск, к Баязету были стянуты все силы, находившиеся в отдалении от города. На южном направлении, в сторону Вана, была расположена цепь аванпостов, а вперёд высланы сторожевые разъезды. Пересыльной команде (50 чел.) состоявшей при 2-м батальоне Крымского полка были выданы со склада 12 винтовок (системы Снайдера), в своё время оставленных турками в цитадели, с боекомплектом в 60 патронов на каждое, и 38 ружей от больных. Ружьями последних была вооружена и госпитальная команда. Смотрителю (инспектору) госпиталя штабс-капитану Анапкину было дано указание наполнить всю имевшуюся посуду водой. То же распоряжение было отдано командирам 7-й и 8-й рот Крымского полка. До последнего момента продовольственный склад подрядчика армянина Саркиз ага-Мамукова находился за пределами цитадели, а сухари доставлялись гарнизону «по мере надобности».
Наиболее предусмотрительные меры предприняла артиллерия. Ещё при первых известиях о приближении крупных сил неприятеля, командир 4-й батареи 19-й артиллерийской бригады полковник Парчевский, отдал распоряжение отправить из своих тыловых запасов из Игдыра 326 пудов молотого ячменя, которые уже 3 (15) июня были доставлены в цитадель. Томашевский поспешил с приёмкой продовольствия, обеспечив свой взвод сухарями на 12 дней. На южную стену заднего двора, где были размещены орудия, артиллеристы стаскивали на шинелях, конских попонах и лопатах, с разных мест, не вывезенный навоз, золу, мусор, и, перемешивая всё это с камнями и небольшим количеством добытой земли, сооружали, своего рода, барбеты для орудий.

### Рекогносцировка 6 июня (неудачная)
В ночь на 6 (18) июня состоялся военный совет командиров всех частей гарнизона. По инициативе Пацевича было решено провести в сторону Вана усиленную рекогносцировку для выяснения сил противника.
С рассветом, в 5 часов утра почти весь гарнизон (за исключением 7-й роты Ставропольского и 8-й роты Крымского полков, а также артиллерийского взвода) выступил по ванской дороге.
- В центре — пехота (4 роты).
- В авангарде и по флангам — на небольшом расстоянии от пехоты двигались 3 сотни казаков (по одной сотне с каждой стороны).
- В арьергарде — 3 сотни Елисаветпольской милиции.

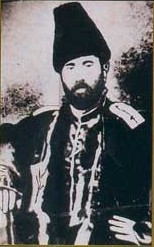
Исмаил-хан Нахичеванский

При этом, на дальние дистанции для эшелонирования не было назначено ни одного кавалерийского подразделения. Следствием этого, явилось то, что рекогносцировочный отряд внезапно столкнулся с многократно превосходящим его по численности Ванским отрядом Фаик-паши, и оказался на грани полного уничтожения.
Турецкие силы обложили русский отряд с трёх сторон, и Пацевич дал приказ об отступлении. Турецкая регулярная пехота по приказу Фаик-паши остановилась у р. Инджа-су, а преследование русского отряда продолжили регулярная кавалерия и иррегулярные конные и пешие подразделения. Отступление же русского отряда приобрело беспорядочный характер. Части смешались, а сама колонна растянулась на 2 версты. Казаки вынуждены были спешиться, составив единую цепь с пехотой. Во время попытки организовать и привести отступление в должный порядок, погиб подполковник Ковалевский. Елисаветпольская конная милиция Визирова (Измирова), бывшая во время отступления в авангарде, бежала с поля боя и скрылась в горах.
После многочасового марша в жаркую погоду солдаты обессиливали. Запасы воды во фляжках были исчерпаны, и бойцы зачастую, не имея сил противостоять натиску противника, апатично падали. Курдские всадники вели беспрерывный ружейный огонь с расстояния, периодически приближаясь вплотную к хвосту колонны, атакуя отстающих и добивая раненных русских солдат. Пацевич, между тем, передав командование Кванину, со значительным казачьим конвоем отправился в Баязет, чтобы организовать поддержку отступающему отряду.

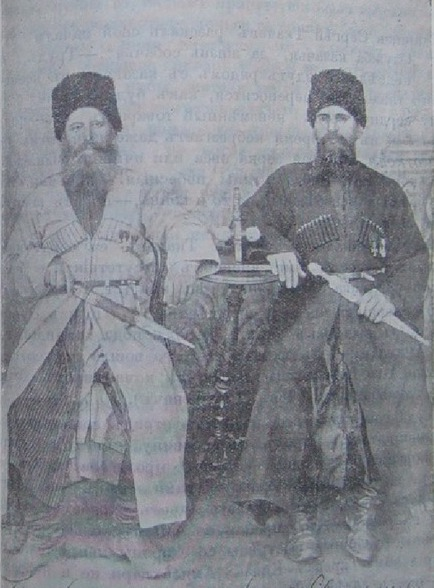
Яков Сотников и Сергей Севастьянов (1-й Кавказский казачий полк). Кавалеры Георгиевского креста (за оборону Баязета).

К 11 часам утра до Баязета стали доноситься раскаты ружейного огня, а через час на гребне показался и сам отряд, преследуемый многочисленными толпами неприятеля. На помощь отряду из города были высланы остававшиеся в нём 2 роты пехоты, а также прибывшие в Баязет в 10 часов утра эриванская милиция полковника Исмаил-хана Нахичеванского и казачья команда из 23 человек урядника С. Севастьянова. Пехотные роты, раскинув стрелковые цепи по сторонам ванской дороги, организовали коридор и ружейным огнём отбросили противника, наносившего удары во фланги. Исмаил-хан, тем временем, обнаружил обходной манёвр крупных турецких сил наперерез отступающему отряду. Спешив свои сотни, он занял удобную позицию и открыл залповый огонь по неприятелю. Около двух часов эриванская милиция «метким огнём» сдерживала натиск многократно превосходящего противника, и лишь после того, как в строю осталось всего 32 человека, Исмаил-хан покинул позицию (остальные по его словам были перебиты, пленены или разбежались). Когда дистанция между противником и цитаделью составила 700—800 сажень, из неё был открыт орудийный огонь, который окончательно остановил преследование.

### Бои в городе
К 4 часам пополудни части начали входить в цитадель, у ворот которой началась давка. Казакам и милиционерам было запрещено вступать в цитадель с лошадьми. Несмотря на «крики и просьбы» последних впустить их вместе со своими лошадьми, Штоквич отвечал твёрдым отказом, предлагая им, по примеру казаков, войти в цитадель пешими. Милиционеры отказались и отошли от ворот. Дозволено было впустить только лошадей артиллерийских, артельных и офицерских.
Прибывшие с «жаркой» рекогносцировки бойцы, неожиданно получили новый приказ Пацевича ― отбросить противника от города. Пехотинцы и казаки вновь выступили из цитадели и предприняли попытку выбить неприятеля с командных высот и других важных объектов. Однако вскоре они были сбиты со всех направлений, и вынуждены были начать отступление, которое сопровождалось жестокими уличными боями. По отбивающимся русским частям принялось стрелять с крыш и окон мусульманское население города. Дети добивали камнями раненых. Добравшиеся до цитадели казаки и солдаты тут же поднимались на стены и прикрывали отход остальных. К 6.30 по полудню последние части вошли в цитадель, после чего, Штоквич приказал затворить ворота, которые тут же завалили камнями и плитами.

## Марш-бросок Крюкова
Ещё 3 (15) июня к Чингильскому зимовнику были выдвинуты 10-я рота Крымского и две сотни Эриванского милиционного полков под общим командованием майора Ставропольского полка — П. П. Крюкова. 6 (18) июня в 7 часов вечера он получил сведения о неудачно-предпринятой в тот день баязетским гарнизоном рекогносцировке и обложении его турецкими войсками. Не теряя времени, майор Крюков тут же выступил с ротой крымцев, сборной сотней казаков и сотней эриванской милиции на помощь гарнизону. Дорога на Баязет уже была занята турецкими войсками, а в 10 часов вечера армянские беженцы сообщили, что в сел. Арзабе находится до 4 тыс. турецкой кавалерии. Крюков повёл отряд обходным путём, и, дойдя до Карабулака (3 версты от Баязета), обнаружил крупные турецкие силы. Под Баязетом были видны пылающие огни и слышна перестрелка, а в 2 часа ночи казачьи разъезды сообщили о турецкой пехоте, которая уже вошла в Арзаб и намеревалась вторгнуться в Сурмалинский уезд. Ввиду малочисленности своего отряда и необходимости защиты границы, Крюков тут же повернул отряд и отступил к Оргову.

## Обстановка на границе
«Доносите чаще Его Высочеству под Карс и кн. Мирскому; не затрудняйтесь расходами на добытие сведений о положении Баязета и открытия связи с колонною ген. Тергукасова»
— генерал Павлов .
С захватом 6 (18) июня турецкими войсками Баязета и блокированием в его цитадели русского гарнизона, границы российского Закавказья оставались незащищёнными. В Игдыре начались волнения среди местного населения. В то время там находились рота пехоты, 30 милиционеров при 2 унтер-офицерах и 10 казаков. 7 июня прошло офицерское совещание, на котором уездному воинскому начальнику майору Липовецкому было предложено баррикадировать улицы и вооружить кроме солдат, также и пересыльные команды и прочих нестроевых. Чтобы избежать паники среди населения, первое предложение Липовецким было отклонено. Второе же было выполнено, и все нестроевые были вооружены игольчатыми ружьями. С прибытием 8 июня в Игдырь высланных из Эривани и Кульп 2 рот полковника Преображенского и примкнувших к ним на аралыхском кордоне 40 казаков, волнения в селении на время приутихли.

## Силы сторон

### Русский гарнизон

#### Численный состав гарнизона
По подсчётам В. И. Томкеева, численность русского гарнизона в Баязете до проведения последней рекогносцировки без учёта иррегулярных (милиционных) частей составляла — 1616 человек.
| Томкеев. Подробно                                                                   | Томкеев. Подробно | Томкеев. Подробно | Томкеев. Подробно | Томкеев. Подробно | Томкеев. Подробно |
| Подразделение                                                                       | Штаб-оф.          | Обер-оф.          | Унтер-оф.         | Рядовых           | И того            |
| ----------------------------------------------------------------------------------- | ----------------- | ----------------- | ----------------- | ----------------- | ----------------- |
| 7-я и 8-я роты, 73-го пехотного Крымского полка                                     | 1                 | 4                 | 33                | 340               | 378               |
| 2-й батальон (5-я, 6-я, 7-я и 8-я роты), 74-го пехотного Ставропольского полка      | 1                 | 12                | 55                | 640               | 708               |
| 2-я сотня, 1-го Уманского казачьего полка, Кубанского казачьего войска              | 1                 | 1                 | 6                 | 111               | 119               |
| 5-я сотня, 1-го Уманского казачьего полка, Кубанского казачьего войска              | —                 | 2                 | 4                 | 109               | 115               |
| 1-я сотня, 2-го Хопёрского казачьего полка, Кубанского казачьего войска             | 1                 | 2                 | 10                | 136               | 149               |
| Команда из 2-й сотни, 1-го Кавказского казачьего полка, Кубанского казачьего войска | —                 | 1                 | 2                 | 23                | 26                |
| 4-й взвод 4-й батареи, 19-й артиллерийской бригады                                  | —                 | 1                 | 4                 | 37                | 42                |
| Военно-временный госпиталь № 11                                                     | —                 | 2                 | 12                | 65                | 79                |
| и того:                                                                             | 4                 | 25                | 126               | 1461              | 1616              |

Точных данных о численности милиции нет. Известно лишь, что в рекогносцировке 6 июня принимали участие 3 сотни Елисаветпольского и о прибытии в тот день в Баязет (по разным данным — 2, 3 или 4 сотни) Эриванского конно-иррегулярных полков. Последними командовал штаб-офицер (полковник Исмаил-хан Нахичеванский). Кроме того известно, что при милиции состояло 5 обер-офицеров.
Численность блокированного в цитадели гарнизона (то есть, после рекогносцировки) за исключением милиционеров, численность которых осталась неизвестной, по подсчётам как К. К. Гейнса, так и Б. М. Колюбакина составляла ― 1479 человек.
| Гейнс. Подробно                 | Гейнс. Подробно |
| ------------------------------- | --------------- |
| Офицеров                        |                 |
| Чины                            | Человек         |
| штаб и обер-офицеров            | 28              |
| мед-офицеров                    | 6               |
| Нижних чинов                    |                 |
| Часть                           | Человек         |
| Крымского пехотного полка       | 336             |
| Ставропольского пехотного полка | 621             |
| Артиллерийский взвод            | 40              |
| Кавказского казачьего полка     | 19              |
| Уманского казачьего полка       | 227             |
| Хопёрского казачьего полка      | 134             |
| Госпитальной прислуги           | 68              |

| Колюбакин. Подробно        | Колюбакин. Подробно |
| Чины                       | Человек             |
| -------------------------- | ------------------- |
| штаб-офицеров              | 4                   |
| обер-офицеров              | 26                  |
| медиков в офицерских чинах | 6                   |
| нижних чинов               | 1295                |
| артиллерийской прислуги    | 40                  |
| Госпитальной прислуги      | 68                  |

Из общего числа на лечении в госпитале к началу осады находились — 40 человек (4 офицера и 36 нижних чинов).
Кроме того ,в цитадели находились 60—67 лошадей. Из них:
- Офицерских — 8—10;
- Полковые:
  - при 2 ротах Крымского полка — 12;
  - при 4 ротах Ставропольского полка — 20—24;
- Артиллерийских — 21.

Для 2 артиллерийских орудий оставалось по 113 орудийных зарядов на ствол.

#### Командный состав гарнизона
- Комендант цитадели — капитан Штоквич, Фёдор Эдуардович[Комм. 6];
- Командующий личным составом гарнизона — подполковник Пацевич, Григорий Михайлович. После его ранения 8 июня — полковник Исмаил-хан Нахичеванский (подчинялся коменданту цитадели);
- Плац-адъютант (комендантский адъютант) — подпоручик Ягниотковский, Станислав Августович.
- Командир 2-го батальона Ставропольского полка капитан Гидулянов, Пётр Игнатьевич[Комм. 7]

| Командиры подразделений                                     | Командиры подразделений       | Командиры подразделений                                      | Командиры подразделений |
| Части                                                       | Подразделения                 | Командиры                                                    | Субалтерн-офицеры |
| ----------------------------------------------------------- | ----------------------------- | ------------------------------------------------------------ | --- |
|                                                             |                               |                                                              | |
| 73-го пехотного Крымского полка                             | 7-я рота                      | капитан Лебедев                                              | прапорщик Латышев прапорщик Волков |
| 73-го пехотного Крымского полка                             | 8-я рота                      | поручик Гапонов                                              | прапорщик Латышев прапорщик Волков |
|                                                             |                               |                                                              | |
| 2-й батальон 74-го пехотного Ставропольского полка          | 5-я рота                      | капитан Колоссовский, Александр Алексеевич                   | подпоручик Соколовский, Александр Степанович прапорщик Артемьев, Николай Митрофанович прапорщик Терехин, Николай Назарович прапорщик Озерецковский, Феоген Капитонович прапорщик Ольшевский, Николай Назарович прапорщик Пинегин, Иван Ипполитович |
| 2-й батальон 74-го пехотного Ставропольского полка          | 6-я рота                      | штабс-капитан Петрусевич, Михаил Игнатьевич                  | подпоручик Соколовский, Александр Степанович прапорщик Артемьев, Николай Митрофанович прапорщик Терехин, Николай Назарович прапорщик Озерецковский, Феоген Капитонович прапорщик Ольшевский, Николай Назарович прапорщик Пинегин, Иван Ипполитович |
| 2-й батальон 74-го пехотного Ставропольского полка          | 7-я рота                      | поручик Лукьянов, Владимир Васильевич                        | подпоручик Соколовский, Александр Степанович прапорщик Артемьев, Николай Митрофанович прапорщик Терехин, Николай Назарович прапорщик Озерецковский, Феоген Капитонович прапорщик Ольшевский, Николай Назарович прапорщик Пинегин, Иван Ипполитович |
| 2-й батальон 74-го пехотного Ставропольского полка          | 8-я рота (2-я стрелковая)     | поручик Чкоидзе, Ростом Георгиевич                           | подпоручик Соколовский, Александр Степанович прапорщик Артемьев, Николай Митрофанович прапорщик Терехин, Николай Назарович прапорщик Озерецковский, Феоген Капитонович прапорщик Ольшевский, Николай Назарович прапорщик Пинегин, Иван Ипполитович |
|                                                             |                               |                                                              | |
| Уманский 1-й казачий полк Кубанского казачьего войска       | 2-я сотня                     | войсковой старшина Булавинов (Булавин), Афанасий Григорьевич | хорунжий Дейнега, Василий |
| Уманский 1-й казачий полк Кубанского казачьего войска       | 5-я сотня                     | неизвестен                                                   | неизвестны |
|                                                             |                               |                                                              | |
| 2-го Хопёрского казачьего полка Кубанского казачьего войска | 1-я сотня                     | войсковой старшина Кванин, Олимпий Никитич                   | хорунжий князь Джорджадзе, Евстафий Иванович сотник Гвоздик (Гвоздык), Иван сотник Белый, Иван |
|                                                             |                               |                                                              | |
| Кавказского казачьего полка Кубанского казачьего войска     | команда                       | урядник Севастьянов, Сергей                                  | |
|                                                             |                               |                                                              | |
| Елизаветпольский конно-иррегулярный полк                    |                               | сведений нет                                                 | поручик Басин прапорщик Богдасаров Мкртич-бек |
|                                                             |                               |                                                              | |
| Эриванский конно-иррегулярный полк                          | сотня                         | корнет Мамед-хан Нахичеванский                               | |
| Эриванский конно-иррегулярный полк                          | корнет Аман-хан Нахичеванский |                                                              | |
|                                                             |                               |                                                              | |
| 19-й артиллерийской бригады 4-й батареи                     | 4-й взвод (7-е и 8-е орудии)  | поручик Томашевский, Николай Константинович                  | |

| 11-й военно-временный госпиталь | 11-й военно-временный госпиталь               |
| ------------------------------- | --------------------------------------------- |
| смотритель (инспектор)          | штабс-капитан Анопкин (Анапкин)               |
| комиссар                        | поручик Горбаконь (Горбакони)                 |
| Чиновники                       |                                               |
| старший врач                    | коллежский советник Сивицкий, Франц Яковлевич |
| младший врач                    | Китаевский, Максимилиан Казимирович           |
| младший врач                    | Нестеровский                                  |
| бухгалтер                       | титулярный советник Мысловский                |
| управляющий аптекой             | Краузе                                        |

#### «Сестра милосердия»
Накануне осады в Баязет прибыла жена подполковника Ковалевского — Александра Ефимовна Ковалевская. На должности медсестры она ранее находилась при военном госпитале № 15, но после получения от мужа письма, исходатайствовала о переводе её во временный госпиталь № 11 (баязетский).
«Дай только Бог, чтобы турки вздумали подойти ко мне поближе; надеюсь угостить незваных гостей хорошо. Если Богу будет угодно, что меня убьют, то не печалься дорогая крошка о своём старике, инвалиде, муже, а гордись этим».
Перед выступлением на рекогносцировку 6 июня Ковалевский в последний раз простился с женой, попросив её приготовить обед на всех офицеров, которых по возвращении планировал пригласить к себе. Во время возвращения отряда, среди всеобщей суеты, Ковалевская бросилась искать своего мужа. В госпитале она узнала от раненных ставропольцев, что «отец-командир» тоже ранен, но поиски его среди раненных были тщетны. Доктор Сивицкий наконец решил сообщить Александре Ефимовне печальную весть, и препроводил её в одну из палаток, где находилось тело мёртвого подполковника.
Ковалевской было выделено отдельное помещение. Рядом с металлической кроватью лежало знамя 2-го батальона Ставропольского пехотного полка. Встретивший её там врач Китаевский, указал на лежащий на столе револьвер Ковалевского, и сообщил, что в случае, если турки ворвутся в цитадель, ему поручено застрелить её, если, конечно, «госпожа» не воспротивится этому. Ковалевская изъявила полное согласие.

#### Продовольственный рацион гарнизона
В первый день блокады, в цитадели имелось 356 пудов (ок. 5.8 тонн) сухарей, а на второй день их оставалось уже 324 п. (из них: 300 п. доставленных в последний момент подрядчиком Саркиз ага-Мамуковым и 24 п. заранее заготовленных артиллерийским командованием для своего артвзвода). Капитан Штоквич в своём приказе от 6 июня (№ 2, § 8) отмечал, что «ни в одной части нет 8-дневного сухарного запаса» (исключение мог составить лишь артвзвод). По расчётам профессора Б. М. Колюбакина, на гарнизон численностью в 1513 человек, при выдаче положенной 2-фунтовой суточной порции на человека, на 22 дня требовалось 1668 пудов сухарей (при этом, не взяты в расчёт милиционеры, численность которых осталась неизвестной). Другим «случайным видом довольствия» были 326 пудов молотого ячменя, заготовленного для артиллерийских лошадей. При наиболее удачных вылазках гарнизона сухари не выдавались, что позволяло сэкономить их запас. На фуражировках добывали разного рода случайное довольствие (галеты, мясо скота и прочее). В последние дни осады были зарезаны несколько лошадей. Из-за крайнего недостатка воды, конину жарили, и лишь только для госпиталя из неё варили суп. Ситуация с пропитанием до определённой степени улучшилась на 19-й день осады, когда в ночь на 25 июня над городом прошёл проливной дождь. В цитадели дождевой водой были наполнены все ёмкости (вплоть до солдатских сапог). Для всего гарнизона была сварена жидкая горячая пища.
| Пищевой рацион на человека в сутки | Пищевой рацион на человека в сутки | Пищевой рацион на человека в сутки |
| Дата (сс)                          | Сухари                             | Примечание |
| ---------------------------------- | ---------------------------------- | --- |
| 6 июня                             |                                    | После рекогносцировки выдано по одному сухарю. |
| 7—10 июня                          | 1 фунт (ок. 450 г)                 | |
| 11—14 июня                         | ½ фунта                            | |
| 15—17 июня                         | ¼ фунта                            | |
| 18—20 июня                         | не выдавались                      | По случаю удачных вылазок в ночи на 18 и 19 июня для гарнизона варилась горячая пища. Добытых припасов хватило и на 20 июня. |
| 21 июня                            | ⅛ фунта                            | |
| 22 и 23 июня                       | ?                                  | |
| 24 июня                            | ?                                  | Для продовольствия гарнизона зарезаны лошади коменданта капитана Штоквича и плац-адъютанта подпоручика Ягниотковского. |
| 25 июня                            | не выдавались                      | После проливного дождя в ночь на 25 июня подразделениям (на каждую роту или сотню) были выданы по ½ пуда молотого ячменя для приготовления крутой каши, заменявшей хлеб, а также зарезана артиллерийская лошадь для приготовления супа. |
| 26 июня                            | не выдавались                      | Подразделениям выдано по 1 пуду молотого ячменя, зарезана артиллерийская лошадь. |
| 27 июня                            | ?                                  | Зарезаны 2 артиллерийские лошади. |

Продовольственный рацион для находящихся в госпитале больных и раненых был в среднем в 1.5—2 раза выше, чем для других частей гарнизона. Однако порция сухарей для госпиталя также постепенно снижалась. Так, 7 июня им было выдано по 1½ фунта сухарей на человека, а 24 и 25 июня выдавалось уже по ¼ фунта. 12, 16, 18, 19, 21, 25, 26 и 27 июня для госпиталя варилась горячая пища (в первых трёх, из приведённых чисел, выпекался хлеб).
Однако главной проблемой для гарнизона было отсутствие запаса воды. В цитадели был расположен бассейн (или фонтанный резервуар), который находился в неисправном состоянии, а за его ремонт взялись, когда было уже поздно. Турки на следующий же день отвели воду. Ещё до начала осады у гарнизона был достаточный запас времени, чтобы наполнить бассейн из родника, однако и этого также не было своевременно сделано, а имевшийся запас воды в ротных котлах и прочих ёмкостях, был в первый же день выпит вернувшимися с „жаркой“ рекогносцировки бойцами. Впоследствии, вода доставлялась в цитадель охотниками из протекавшего в 60—65 шагах от стен ручья. Вскоре турки забросали тот ручей трупами людей и животных, в результате чего вода была заражена трупным ядом и издавала соответствующий запах. По словам Гейнса: „… число заболевающих значительно увеличилось; не было дня, чтобы 60 или 70 человек не являлись со страданием кишечного канала“. Однако учитывая июньский зной и относительно большое количество людей теснившихся среди раскалённых плит в небольшой цитадели, данное обстоятельство не могло остановить страдающих неутолимой жаждой людей. Порция воды на человека в сутки со временем уменьшалась и составляла: с 6 июня — 1 крышка солдатского котелка (ок. 250 г), 9 июня — ½ крышки, 23 июня — ¼ крышки, а 24 июня — 1 ложка. В госпитале: с 10 июня — 2 крышки, а 23 и 24 июня — 1 крышка. Периодически порция воды зависела от успеха производимых гарнизоном вылазок.
Норма суточного довольствия офицеров приравнивалась к норме довольствия нижних чинов.
Голод и жажда не могли не сказаться на боеспособности, зачастую совершенно обессиленных, бойцов гарнизона, и отрицательно сказывались на их моральном состоянии.

### Турецкие силы
Общая численность Ванского и Баязетского отрядов бригадного генерала Фаик-паши к 6 июня доходила до 11 тыс. человек при 11 орудиях. Из общего числа: 33 % — регулярные части, а остальные ― иррегулярные (главным образом, курдские ополчения).
| Подробно (к 6 июня 1877)      | Подробно (к 6 июня 1877)                   | Подробно (к 6 июня 1877) | Подробно (к 6 июня 1877) | Подробно (к 6 июня 1877) |
| Род войск                     | Подразделение                              | Призыв                   | Полк                     | Численность              |
| ----------------------------- | ------------------------------------------ | ------------------------ | ------------------------ | ------------------------ |
| Регулярная пехота (низам)     | 1-й батальон                               |                          | 1-й                      | 624                      |
| Регулярная пехота (низам)     | 3-й батальон                               |                          | 2-й                      | 640                      |
| Регулярная пехота (низам)     | 2-й батальон                               |                          | 6-й                      | 350                      |
| Регулярная пехота (редиф)     | 1-й батальон (Ванский)                     | 2-й                      | 5-й                      | 634                      |
| Регулярная пехота (редиф)     | 2-й батальон (Ванский)                     | 3-й                      | 3-й                      | 626                      |
| Регулярная пехота (редиф)     | 3-й батальон (Ванский)                     | 3-й                      | 6-й                      | 350                      |
| Регулярная пехота (редиф)     | 3 роты 4-го батальона (Альпаи)             | 1-й                      | 5-й                      | ок. 300                  |
| Регулярная кавалерия (сувари) | 2 эскадрона                                |                          | 3-й                      | 187                      |
| Иррегулярные части            |                                            |                          |                          | 7090                     |
| Артиллерия                    | 6-фунтовая полевая батарея                 |                          |                          | 6 орудий                 |
| Артиллерия                    | 3-фунтовая горная полубатарея (Баязетская) |                          |                          | 3 орудия                 |
| Артиллерия                    | Взвод горной батареи (Эрзерумская)         |                          |                          | 2 орудия                 |

Британский капитан Ч. Б. Норман сообщает, что у Фаик-паши находилось 7911 иррегулярной пехоты, 6 тыс. из которых имели на вооружении винтовки Мартини-Генри, и 1640 иррегулярной кавалерии, 800 из которых были вооружены винтовками Винчестер.
Часть турецких сил постоянно находилась непосредственно в самом Баязете (блокадный отряд) под командованием бригадного генерала Муниб-паши, с распоряжением от Фаик-паши «кончить с осаждёнными в замке, ускорив их сдачу или уничтожив их». Сам Фаик-паша с главными силами располагался в Таперизе (в 9―13 верстах от Баязета или в 3-часовом переходе от него).
В дальнейшем, численность сил Фаик-паши под Баязетом постоянно менялась. Периодически поступали новые пополнения, как правило, из курдов Баязетского санджака и Алашкертской долины. Численность их (только иррегулярных войск) доходила до 8―10 тыс. человек.
Вместе с тем, отряд периодически нёс потери в столкновениях с русским гарнизоном. Также, в отряде происходили дезертирства из числа курдских иррегулярных подразделений. В частности, по заявлениям самих курдов, причиной тому служили недостаток продовольствия и отсутствие палаток. Многие из них, набрав награбленные в городе вещи, с оружием расходились по своим домам. К 17 (29) июня число дезертиров составляло более 1 тыс. человек.
В осаде цитадели также принимала участие 3-я кавалерийская бригада ферика (дивизионного генерала) Е. В. С. С. Гази-Мухаммад-паши Шамиля, входившая в состав Алашкертского отряда мушира Исмаил-паши. Последний лично посетил Баязет 24 июня (6 июля), а позже, весь его Алашкертский отряд расположился в районе котловины Нижнего Дарака (25―30 вёрст от Баязета).
К концу осады, вокруг Баязета были сосредоточены:
- Ванский и Баязетский отряды ― 8―9 тыс. человек[103] человек, 9 орудий.
- Алашкертский отряд ― до 12 тыс. человек, 18 орудий.

Итого: 20―21 тыс. человек, 27 орудий.

## Осада Баязета

### Первые дни осады

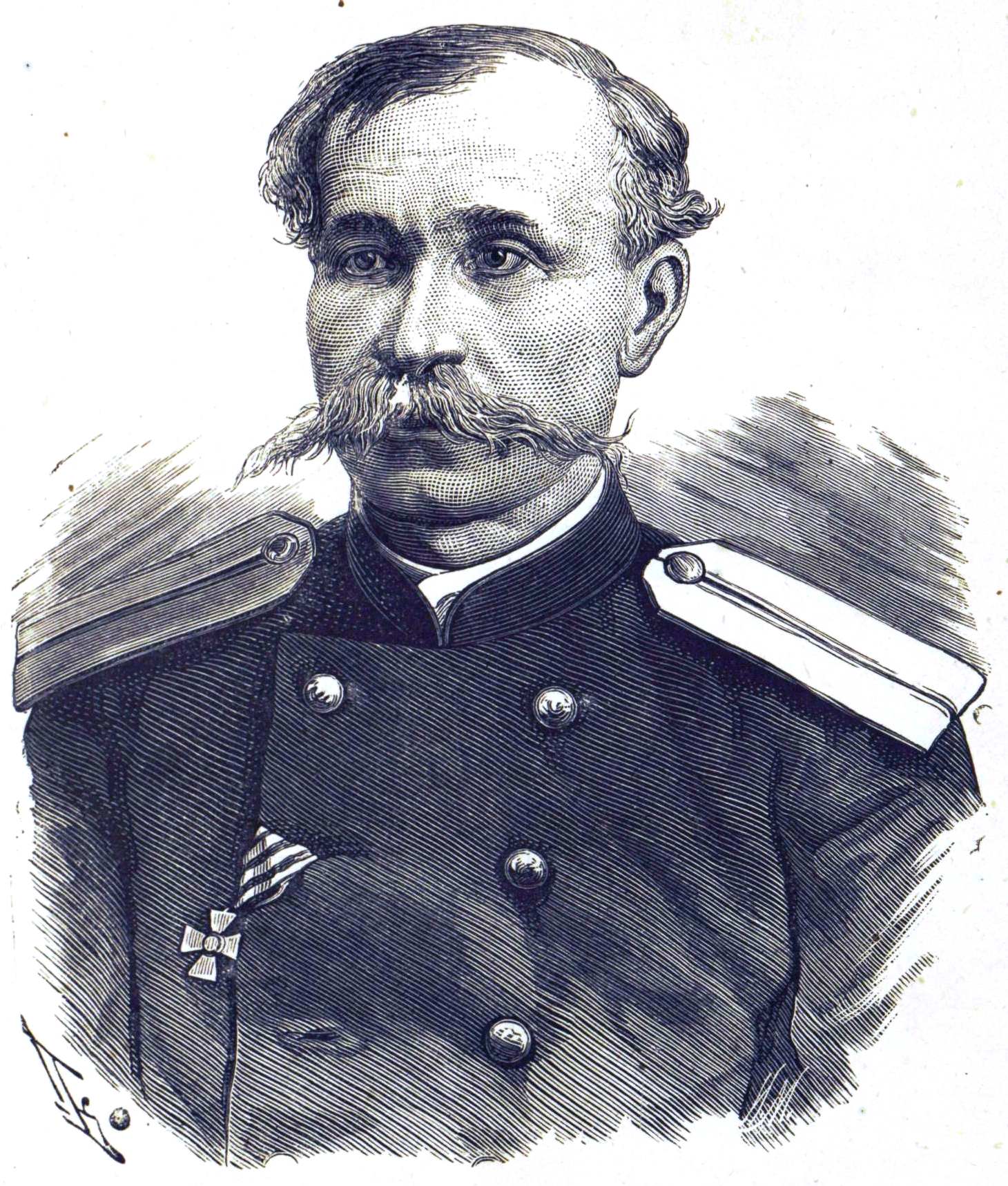
Ф. Э. Штоквич

6 (18) июня. С того момента, как ворота и калитка были затворены, началась осада баязетской цитадели. За воротами оставалось имущество, которое не успели внести внутрь, а также лошади казаков и милиционеров с пристёгнутыми к сёдлам тороками с запасами сухарей и прочего походного имущества. В тот день солдаты из разных частей и казаки перемешались между собой, и каждый на своё усмотрение занимал огневую позицию. Из камней и выломанных плит наспех сооружались бойницы. Неприятель с близлежащих высот и обывательских домов вёл интенсивный ружейный огонь, и вплоть до наступления ночи пытался завладеть цитаделью, однако все его атаки были отбиты. А. Ханагов сообщает, что потери курдов только под цитаделью составляли 900 человек убитыми.
«Славные русские воины! 25,000-ный неприятель окружил нас со всех сторон и лишил нас возможности сообщаться со своими, т. е. держит нас в осаде. Всякая выдержанная стойко, с перенесением всяких трудов и лишений, осада прославляет наше отечество, веру и оружие и в особенности радует нашего Батюшку Государя, который никогда не забывает героев. Вы же, выдержавши эту осаду, будете истинными героями, прославляемыми всей Россией, потому что, стойко держась в этой крепости, удерживаете хищнические толпы варваров неприятеля от вторжения в пределы Эриванской губернии, где он, в случае взятия крепости, предал бы всё огню и мечу, не жалея ни стариков, ни женщин, ни детей. По получаемым прежде сведениям, вся цель этой орды была: взять крепость Баязет и двинуться грабить Эриванскую губернию, которая осталась почти без войск, и вышло бы то, что другие отряды наши одерживают блистательные победы, а мы бы, напротив, посрамились на веки, допустивши этих хищников в пределы нашего отечества. Не забудьте и того, солдаты, что в 1828 году деды наши защищали эту же самую крепость 12 дней, перенося геройски все труды и лишения; память о них не умерла и не умрёт на веки».
Несмотря на утомлённость после прошедшего дня, солдаты и казаки гарнизона всю ночь лихорадочно укрепляли цитадель. В стенах пробивали бойницы, а в комнатах зданий закладывали окна, оставляя небольшой проём для стрельбы. На крышах из камней сооружали стрелковые гнёзда для лежачего положения, причём в ход шли даже мешки с ячменём. Гарнизон не исключал возможности того, что турки попытаются предпринять попытку захватить цитадель ночью, поэтому с крыш и окон велось наблюдение.
Ночью в одном из зданий, служившем ранее конюшней, курды наткнулись на прятавшуюся группу милиционеров, которые после упорного сопротивления были перебиты. Ближе к рассвету несколько охотников (добровольцев) произвели вылазку из цитадели для подбора оружия (в частности винтовок Снайдера) и припасов, а также для осмотра здания, в котором произошло столкновение курдов с милиционерами. По словам урядника Сухоручкина, осмотревшего помещение:
Всё пространство внутри конюшни было завалено догола раздетыми трупами, успевшими окоченеть в разных положениях.— из очерка полковника К. К. Гейнса
7 (19) июня с рассветом курды возобновили обстрел цитадели. Фаик-паша тем временем с 2 батальонами (2-м и 3-м) регулярной пехоты и 2 горными орудиями выдвинулся с бивака у Инджа-су, и уже к полудню его пехота занимала позиции на Красных горах к северу и северо-западу от Баязета вплоть до развалин старой крепости. Последняя служила опорным пунктом правого фланга их текущей дислокации.  Остальные регулярные пехотные части под общим командованием бывшего коменданта Баязета полковника Ахмет-бея оставались у Тепериза.

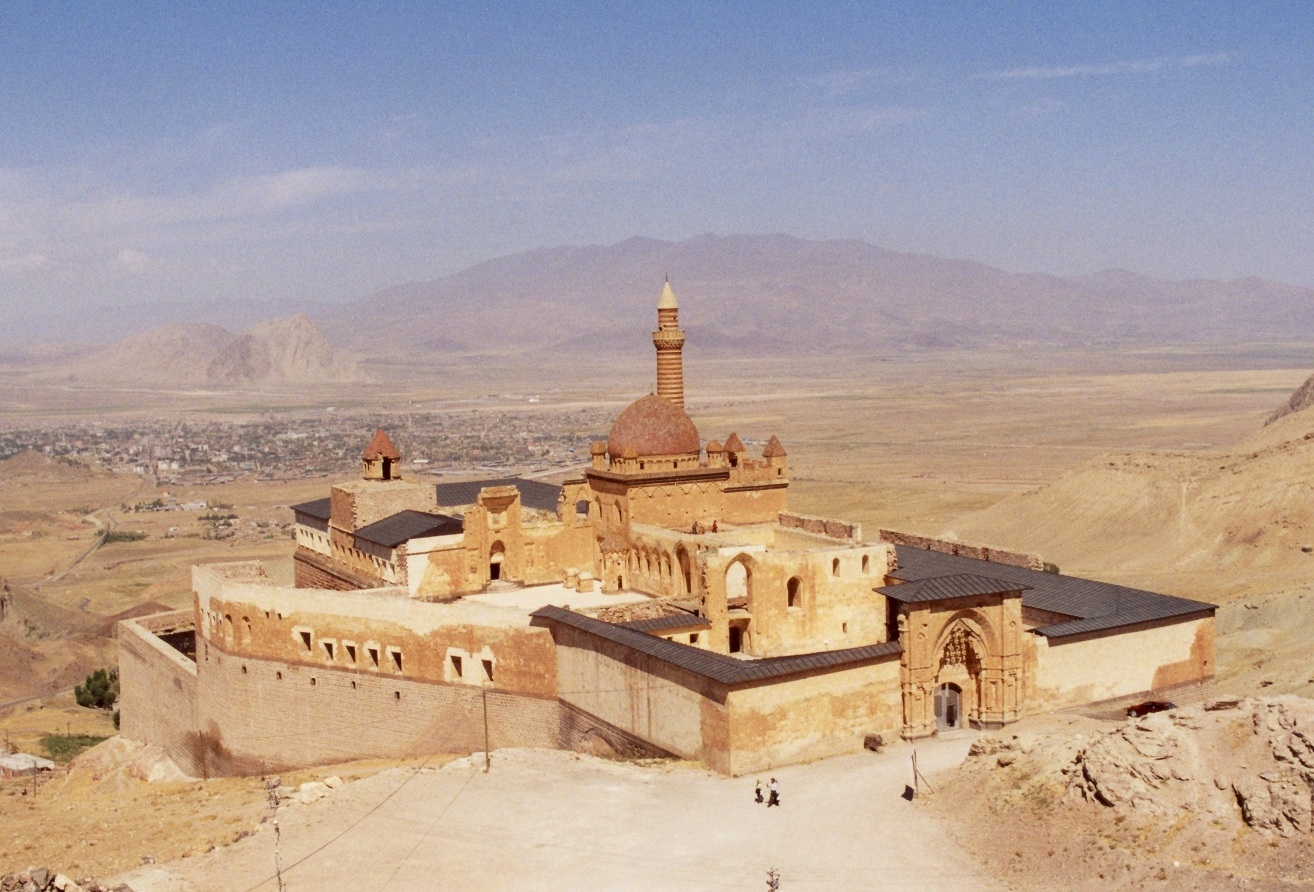
Дворец Ицхак-паши.
Современный вид цитадели, в которой укрывался русский гарнизон.

В 1 час по полудню турецкая артиллерия начала обстрел цитадели. Первая артграната отбила угольный камень, который раздавил одного из бойцов гарнизона. Дальнейший же артобстрел цитадели не принёс ощутимых результатов, и выглядел скорее как пристрелочный. Русская артиллерия, в свою очередь, так же не могла отвечать на огонь артиллерии противника, которую преграждали здания самой цитадели, но шрапнельным огнём ей удалось «унять» ружейный огонь турок с позиций красных гор (8-м орудием) и из траншей за старой крепостью (7-м орудием). Вскоре, турецкие силы «целыми массами» приближаясь к цитадели, начали занимать городские здания и ближайшие траншеи. Шквальный ружейный огонь вёлся по окнам, крышам и по всем углам дворов. В 3-м часу пополудни турки ослабили огонь и постепенно начали отходить от цитадели, а к вечеру уже изредка производили выстрелы, на которые гарнизон, ввиду экономии боеприпасов, отвечал редко.
В тот же день турецкое командование отправило в цитадель парламентёра с предложением о капитуляции. Гарнизону предлагалось сложить оружие. Со своей стороны турецкое командование гарантировало всему гарнизону полную безопасность и обещало под охраной доставить куда пожелают. Предложение было отвергнуто.

### Штурм
8 (20) июня все части гарнизона ещё до рассвета заняли свои позиции в ожидании очередной попытки штурма. С рассветом, турки начали интенсивный обстрел цитадели. Русские орудия вели ответный огонь, периодически заставляя замолкать наиболее усиленные огневые очаги противника. Гарнизон, экономя патроны, производил выстрелы только после тщательного прицеливания. Турецкая артиллерия в числе уже 3 орудий, оценив бесперспективность прицельного огня прошлого дня, открыла по цитадели навесной огонь. К полудню ружейный огонь резко прекратился, и огромные массы курдов с неистовыми криками бросились на штурм цитадели.
В это время, над цитаделью появился белый флаг. Фаик-паша, увидев, что русский гарнизон собирается капитулировать, приказал прекратить орудийный огонь и выслал к цитадели роту регулярной пехоты для принятия парламентёра. В то же время, огромные массы курдов хлынули к воротам и обступили цитадель со всех сторон.

Н. К. Томашевский

В самой цитадели в это время происходило замешательство. Со многих участков из неё продолжался вестись огонь, а флаг то появлялся, то исчезал из виду. Несмотря на приказ Пацевича прекратить огонь и приготовиться к сдаче, большинство офицеров не спешили приводить приказ в исполнение, уверяя растерянных солдат в том, что о сдаче крепости не может быть и речи. Кванин дважды сгонял со стены солдата, пытавшегося выставить белый флаг на переднем фасе. Пацевичу лично приходилось с револьвером в руках сгонять со стены стрелков, заставляя их прекратить огонь. Милиционеры уже принялись растаскивать завал у ворот, и при этом, там же, между офицерами происходило уже открытое противостояние. Одним из противников капитуляции был Исмаил-хан, который резко осудил подобные действия. Были слышны голоса, готовых в случае сдачи, пустить себе пулю в лоб, другие уже готовились спрыгнуть со стены и штыками пробиваться к пограничным горам. Ковалевская умоляла ставропольцев не сдаваться, а биться до конца. Последние вместе с артиллеристами, вопреки приказам Пацевича, и по распоряжению Томашевского, выкатили 8-е орудие под свод арки во второй двор, и, зарядив его картечью, направили ствол на ворота, приготовившись открыть огонь по пытавшемуся уже ворваться в цитадель противнику. Вокруг орудия, ощетинившись штыками и саблями, выстроились ставропольцы и канониры. Между тем Пацевич, махая со стены фуражкой, по-турецки кричал штурмующим, чтобы те вступили в переговоры. Однако в тот момент он был тяжело ранен выстрелом в спину, причём, по свидетельству очевидцев, выстрел был произведён со стороны цитадели. С этого момента обстановка в гарнизоне кардинальным образом изменилась. Защитники цитадели высыпали на стены и открыли шквальный огонь по обложившим их со всех сторон курдам. Последние, не готовые к такому повороту событий, под шквальным огнём гарнизона в полном беспорядке отхлынули от стен цитадели. Под стенами оставались лежать неподобранными до 300 тел погибших курдов, не считая раненных и тех убитых, которых удалось вынести. Большие потери от артиллерийского огня турки понесли и в дальних траншеях. Потери со стороны гарнизона по госпитальным данным составляли раненными: 2 офицера и 26 нижних чинов. О числе убитых источники ничего не сообщают.
Ряд зарубежных источников (в том числе и турецких) сообщают, что русский гарнизон, во время попытки капитулировать, открыл ворота. Так, британский военный атташе в турецкой армии сэр Кэмпбелл информировал капитана Нормана, что, когда ворота открылись, и часть безоружного гарнизона уже вышли из цитадели, огромные массы курдов напали на них и всех изрубили. После этого, остававшиеся в цитадели русские тут же закрыли ворота и ураганным огнём отбросили от цитадели осаждавших её курдов. О данном инциденте говорила и зарубежная пресса. По словам самого Фаик-паши, пленные были мусульманами, и курды всех их перебили, несмотря на то, что «те громко заявляли им о своём единоверии». По английским данным, число перебитых в тот день военнопленных российских милиционеров составляло 236 человек.

### Массовые убийства армянского населения
После неудачного штурма, в городе на глазах всего гарнизона начались неистовые грабежи и поголовная резня армянского населения. После того, как были разграблены дома, их тут же поджигали, а хозяев, после жестоких истязаний ещё живыми бросали в огонь. В избиении и резне армян активное участие принимали и курдские женщины.

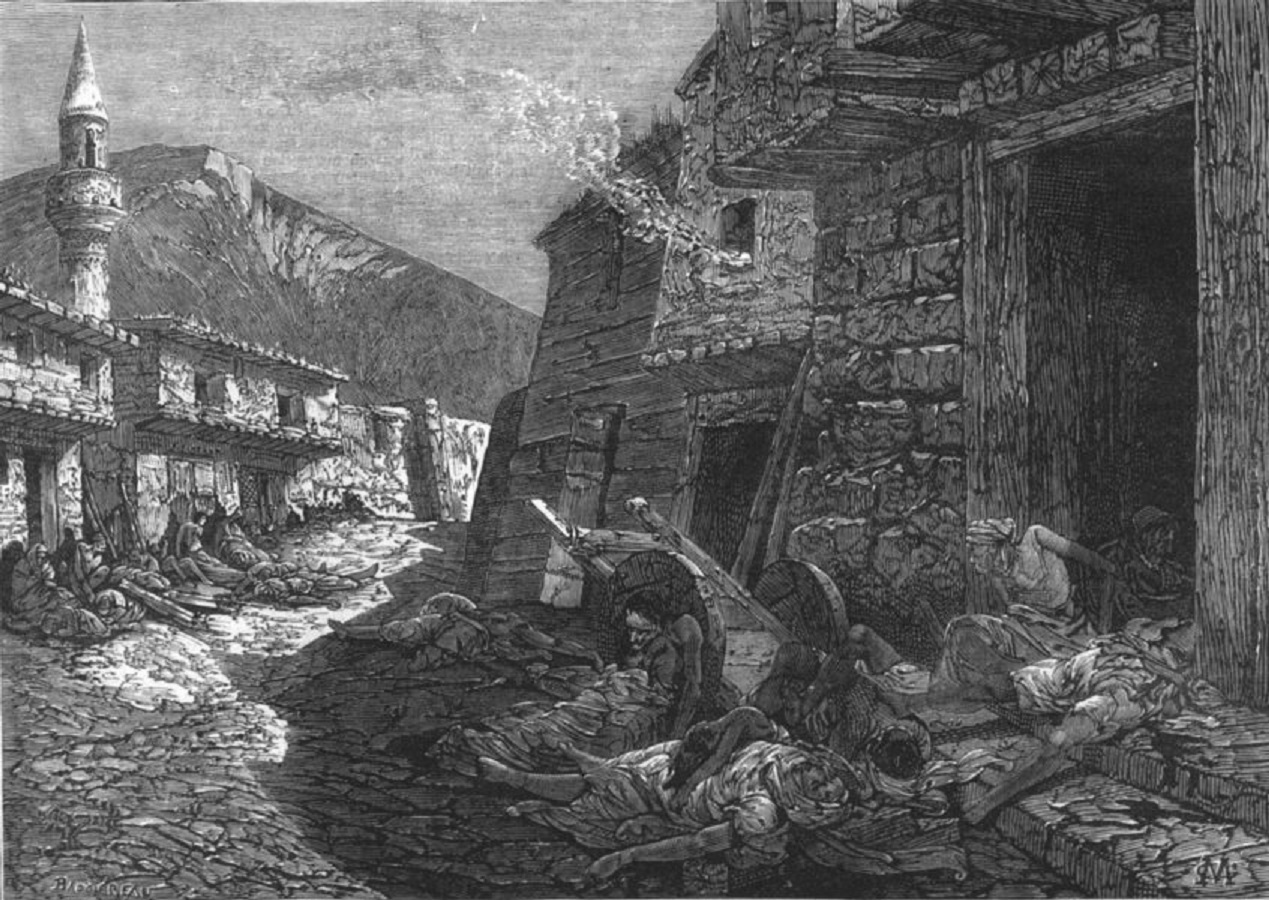
«Улица в Баязете после пребывания там курдов», грав. Э. Даммюллера (1877)

Так отзывались очевидцы происходившего:
Ночью была поражающая картина, видя которую, солдаты заплакали: резали мужчин, женщин и детей и ещё живыми кидали их в огонь; весь город был объят пламенем, везде раздавались крики, рыдания и стоны…— из рапорта коменданта города Баязета капитана Штоквича 
Ночью по городу горели постройки, раздавались крики и вопли женщин и детей, это турки начали грабить, убивать армян и бросать в огонь живыми. Благодаря лунной ночи, нам видно было и слышны ужасные стоны несчастных жителей; но мы были бессильны помочь им. Тяжело было видеть такую ужасную картину.— из воспоминаний урядника С. Севастьянова 
Местные турки укрыли у себя до 40 армянских семей. Однако курды узнав об этом, перебили вместе с армянами и тех турок, которые их укрывали. Некоторые армяне бежали к цитадели. Солдаты и казаки, отгоняя курдов стрельбой, поднимали бежавших по верёвкам на стены.
В городе, по разным данным, было вырезано от 800 до 1400 жителей, главным образом армян. 250—300 армянских женщин и детей были уведены курдами в свои селения в качестве рабов.

### Вылазки. Посылка лазутчиков
9 (21) июня с раннего утра русский гарнизон приготовился к отражению очередного штурма, однако он не последовал. Турецкая артиллерия в тот день занималась выбором позиций, а ружейная стрельба ограничивалась редкими одиночными выстрелами. При удушливой жаре, разлагающиеся трупы вокруг цитадели стали издавать невыносимый запах. Ввиду этого, туркам было предложено убрать тела своих погибших, гарантируя при этом, что по ним не будет вестись огонь из цитадели, и к вечеру бо́льшая часть трупов была убрана.
Между тем, запас воды в цитадели подошёл к концу, и на Военном Совете было решено проделать из отхожего места брешь в стене, а также прорыть траншею к оврагу, находившемуся в 150―200 м от цитадели, где протекал ручей. С наступлением ночи, 12 рабочих под прикрытием 25 казаков под общим руководством капитана Гидулянова принялись за работу, однако, продвинувшись на 60 шагов, производимый рабочими шум вызвал перекрёстный огонь неприятеля с окрестных домов. Команда с потерями вернулась в цитадель.
10 (22) июня Исмаил-хан Нахичеванский решил известить Тергукасова о крайнем положении осаждённого гарнизона. Из откликнувшихся добровольцев для доставки записки был выбран Хопёрского полка казак Кирильчук. Вместе с ним также вызвался идти армянин-переводчик С. Терпогосов. До Эриванского отряда, к 13 (25) июня, добрался только последний, а Кирильчук же пропал без вести. Терпогосов на словах передал Тергукасову о событиях, произошедших в Баязете начиная с рекогносцировки 6 июня.
Тем же вечером у стен цитадели появились турецкие парламентёры, пожелавшие видеть Исмаил-хана. Когда тот поднялся на стену, парламентёры потребовали от него сдачи цитадели, на условиях, что гарнизон сложит оружие и знамёна, и поселятся в одном из кварталов города. По словам Гейнса, Исмаил-хан ответил им «презрительным молчанием».
Ночью группа добровольцев вновь произвела вылазку за водой, которая опять не имела особого успеха. Кроме того, турки закидали ручей трупами людей и животных, в результате чего вода в нём была заражена трупным ядом.

### Рекогносцировочная вылазка
После штурма 8 июня турецкая армия в течение 2 дней не предпринимала активных действий (в частности, молчала артиллерия) против русского гарнизона, что дало повод к предположению о выходе из Баязета основных турецких сил. На совете было принято решение произвести усиленную вылазку, имевшую по своей сути двоякую цель. Команда добровольцев, состоящая из 4 офицеров и 128 нижних чинов, делилась на две группы, каждая из которых имела следующую задачу:
- Правая ― рекогносцировка высот ванской дороги для выявления сил противника (под командованием прапорщиков Латышева и Волкова);
- Левая ― отбросить противника с прилегающих к ручью домов для набора воды (под командованием сотника Гвоздыка и подпоручика Басина).

Для прикрытия отхода частей назначалась 8-я (2-я стрелковая) рота ставропольцев. На случай прорыва противника из растасканных от ворот камней и плит на 2-м дворе был выложен бруствер. Общее руководство операцией было возложено на войскового старшину Кванина.
11 (23) июня в 5 часов пополудни (по Гейнсу в 9 часов утра) ворота распахнулись, и команда с криками «Ура», перескакивая через лежащие под стенами трупы, рассыпала в назначенных направлениях. Казаки сходу выбили противника из домов, прилегающих к ручью. Вслед за ними, к ручью бросилась безоружная группа с различными ёмкостями для носки воды.
В то же время пехота, опрокинув передовые посты турок, разбилась по городским улицам. Часть из них разошлась по домам в поисках съестных припасов. Основная же часть, миновав городские улицы, вышла на ванскую дорогу. Турки подняли общую тревогу и открыли шквальный ружейный огонь с окружающих высот и других позиций. Впервые за последние три дня заработала турецкая артиллерия, которая открыла огонь по самой цитадели и площадке перед её воротами. Группа Латышева, продвинувшаяся дальше других, начала нести первые потери и, подбирая раненных и убитых, начала спешно отступать. Турецкие силы снялись с позиций и принялись их преследовать. Разрозненные группы русских, отступая под перекрёстным огнём неприятеля, зачастую вступали с ним рукопашную схватку.
Стрелковая рота ставропольцев под шквальным ружейным и артиллерийским огнём выбежала из ворот и, заняв позиции на скалистой горке перед воротами, открыла огонь по преследователям. Также со стен цитадели был открыт ружейный огонь другими частями гарнизона. Отступающие группы, подбирая раненных и убитых, вбежали в ворота цитадели. Вслед за ними, в ворота втянулась и рота ставропольцев, после чего, ворота вновь были завалены изнутри, и до конца осады больше не разбирались.
Потери гарнизона в тот день составили ― 39 человек (из них 18 ранено, остальные убиты или пропали без вести). В ходе рекогносцировочной вылазки был значительно пополнен запас воды, а также выявлено, что турецкие силы не покидали окрестностей города, и гарнизон продолжает находиться в плотной блокаде.

### Марш-бросок Келбали-хана Нахичеванского

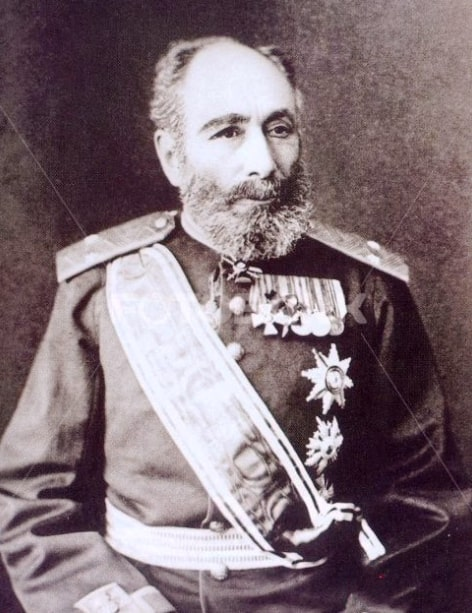
Келбали-хан Эхсан-хан-оглы Нахичеванский

Ещё 9 (21) июня на чингильских высотах был сформирован, так называемый, ― Чингильский отряд под командованием генерал-майора Келбали-хана Нахичеванского, целью которого было освободить осаждённый в баязетской цитадели русский гарнизон. 11 (23) июня главнокомандующий Кавказской армией Великий князь Михаил Николаевич послал туда своего адъютанта, полковника Толстого с требованием — «Освободить баязетский гарнизон, во что бы то ни стало». Также, на помощь Чингильскому отряду им была выслана кавалерийская колонна генерал-майора Лорис-Меликова.
12 (24) июня ближе к полудню со стороны «чёрного хребта» появились столбы пыли, двигающиеся в сторону Баязета. Приняв это за движение русской кавалерии, Чингильский отряд (1356 сабель и штыков, при 2 станках для ракет Конгрива; 1500 по турецким данным) тут же снялся с позиций, и уже к 3 часам по полудню вышел к окрестностям Баязета. Турки подняли тревогу, и поспешили занять боевые позиции. Отряд, между тем, развернул боевой порядок и атаковал турецкую позицию на развалинах редута «Зангезур».
Тем временем, среди защитников цитадели, издали увидевших приближение русских войск, поднялось всеобщее ликование. На запущенную из цитадели сигнальную ракету, со стороны Зангезура была запущена ответная. Последовали крики: «Наши идут!» и бойцы гарнизона бросились на стены и к окнам, обращённым на север и запад. Турки тут же открыли по ним огонь, и после нескольких жертв со стороны гарнизона, офицеры принялись отгонять излишне толпившихся людей. Уверенный в скорой деблокаде гарнизон, не жалея боеприпасов, открыл огонь по атакующим Чингильский отряд турецким силам. Первая же пущенная артграната попала в центр неприятельского редута.
Вскоре стало ясно, что колонны Лорис-Меликова здесь нет, и Чингильский отряд в одиночку противостоит всему Ванскому отряду Фаик-паши, а в гарнизоне тем временем утешались мыслью, что помощь к ним подходит по частям, и отряд Келбали-хана, ― это только авангард основных русских сил. Тем не менее Чингильский отряд, уже обойдённый противником с флангов, продолжал оставаться на месте и вести с ним упорную перестрелку. Не имея шансов на успех, Келбали-хан к 8 часам вечера (с наступлением темноты) начал отступление, и, дойдя до развалин крепости Гераджа-варан, разбил ночной бивак, выставив со стороны Баязета цепь аванпостов.
13 (25) июня на рассвете перед русским лагерем со стороны Баязета и Тепериза, раскинувшись широким фронтом, появились крупные турецкие силы. При виде их, милиция тут же обратилась в бегство, оголив фланги русской пехоты, которые пришлось восполнять казакам. Открытая местность не давала возможности русскому отряду занять оборонительную позицию, и его пехота, приняв боевой порядок, начала отступление. Казаки, беспрерывно маневрируя, предотвращали попытки курдов зайти в тыл отступающему отряду. Курдские всадники в свою очередь избегали прямых контактов с казаками, которые своевременно появлялись там, где первые пытались обойти русскую пехоту с флангов.
Отбив все атаки, отряд к 8 часам вечера вышел к Чингильским высотам. Дав солдатам отдохнуть, Келбали-хан повёл свой отряд дальше, и в полночь он прибыл в Оргов.
Потери Чингильского отряда составляли: 13 убитыми, 18 раненными и 3 пропавшими без вести. По турецким данным: 40 убитых и раненных. Турецкие потери: убитыми — 112 (в том числе курдский родоначальник Гейдарлинского племени — Махмуд-ага) и раненными — 40 человек.
В баязетском гарнизоне был убит «отличный наводчик» 7-го орудия Постный. По свидетельству очевидцев:
Когда он [Постный]— из очерка полковника К. К. Гейнса 
 проговорил: «Высоту-то прицела я прибавил, а отклонение целика, кажется, не изменил», снова поднялся из-за земляных мешков для проверки закравшегося сомнения, то раздался треск и молодец с тихим стоном опустил простреленную голову на станины лафета.

### 2-я половина июня. Положение гарнизона
Последующие дни блокады были однообразны. Почти ежедневно в 8 часов утра и 4 пополудни турецкие силы, взяв в кольцо цитадель, открывали по ней артиллерийский и ружейный огонь, который длился в среднем по 2 часа. Штурма, при этом, после 8 июня они больше не предпринимали, рассчитывая одержать победу над русским гарнизоном с помощью измора.
Турецкая артиллерия, усиленная до 4 горных орудий, при обстреле цитадели с окружающих высот не могла нанести её стенам серьёзного вреда. Русские же орудия, в свою очередь, ввиду своего низкого расположения, не могли достать турецких. Для этой цели по предложению капитана Гидулянова 15 (27) июня 7-е орудие в разобранном виде было поднято на 2-й этаж среднего здания. Во избежание пролома пола под орудием, потолок нижнего этажа был подпёрт брёвнами. С 16 (28) июня это орудие открыло огонь по восточной батарее неприятеля, который после этого вынужден был периодически менять позиции.
На боеспособности гарнизона в огромной степени сказывалось отсутствие пищи и воды. Лёжа на стенах, бойцы гарнизона продолжали поражать цели фактически без промаха, однако при стрельбе из положения стоя, падали при отдаче ружья. От истощения и жажды люди теряли сознание, порой с летальным исходом. Бойцам приходилось пить собственную мочу. Из-за большой кучности людей в жаркую погоду, бельё которых длительное время не подвергалось стирке, в больших количествах развелась вошь. По словам Гейнса, ― сон, оставшийся для слабых единственным средством освежить свои силы, сделался от этого невозможным.
По ночам, для противодействия охотничьим командам из гарнизона, производившим вылазки за водой, крупные партии курдов занимали позиции у подножья горы, на которой находилась цитадель. Однако русский гарнизон продолжал производить вылазки, которые каждый раз сопровождались новыми потерями. Периодически, курды умышленно предоставляли доступ к речке в тех местах, где она была завалена трупами, однако едкий трупный запах и мутно-жёлтый цвет воды переполненной трупными червями, не останавливали охотников, жаждущих употребить и доставить в цитадель любую жидкость. Это привело к развитию в гарнизоне кишечных заболеваний.

### Посылка лазутчиков в Игдырь
14 (26) июня Исмаил-хан решил отправить в Игдыр к Келбали-хану записку с описанием положения баязетского гарнизона. Добровольцем вызвался хопёрской сотни вахмистр И. Сиволобов, а в помощь ему два уманских казака ― А. Шепель и М. Цокур. Ночью они вместе с охотничьей командой, производившей вылазку за водой, вышли из цитадели. Перейдя речку, и скрыто минуя турецкие патрули и прочие скопления неприятеля, казаки сумели выбраться из города. Двигаясь через горы на север, они также неоднократно подвергались опасности, периодически натыкаясь на турецкие разъезды и аванпосты. Немалую опасность представляли и практически бесконтрольные разбойничьи отряды курдов или башибузуков. К вечеру казаки поднялись на одну из возвышенностей Чингильских высот, и тут же «в изнеможении опустились для отдыха».
С рассветом 16 (28) июня, казаки продолжили свой путь. Преодолев в жаркую погоду ряд крутых подъёмов и спусков, они окончательно обессилели. Когда до Игдыря оставалось около 15 вёрст, а вдали уже открылся вид панорамы Араратской долины с озеленёнными селениями, от голода, жары и истощения сил Сиволобов упал в обморок. Через некоторое время потерял сознание и Цокур. Собравшись с силами, Шепель всё-таки сумел добраться до армянского селения, где на его просьбу о помощи тут же откликнулись местные жители, а к Сиволобову и Цокуру побежали 12 мальчишек с водой и чуреками. В то же время в Игдырь был отправлен посланник с известием о «прибытии обессиленных казаков из Баязета».
На следующий день, 17 (29) июня, казакам из Игдыря были доставлены лошади, на которых они в сопровождении охраны прибыли в Главный штаб. Там, казаки передали Келбали-хану записку, а также на словах изложили суть реального положения баязетского гарнизона и рассказали о том, как они добрались до Игдыря. Выслушав казаков, Келбали-хан приказал выдать Сиволобову 300 рублей ассигнациями, а Шепелю и Цокуру по 100 рублей наградных.
Того же числа ночью из баязетской цитадели вновь вышли два лазутчика ― урядник и рядовой эриванской конной милиции. Вечером 19 июня (1 июля) они благополучно прибыли в Игдырь, и также сообщили о бедственном положении русского гарнизона.
В ночь на 22 июня (4 июля) Штоквич получил переданную через пробравшегося в цитадель курда записку от начальника штаба Эриванского отряда полковника Филиппова, в которой последний сообщал, что отряду известно о положении его гарнизона и просил чтобы он «…мужался и крепился до скорого прибытия к нему помощи».

### Артиллерийский поединок
18 (30) июня в Баязет турками было доставлено крупнокалиберное полевое орудие. Предположительно, целью турок было уничтожить находившееся на стене цитадели русское орудие (8-е), после чего, подкатив ближе своё, пробить брешь в стене. Вслед за этим, мог последовать штурм. Большие массы курдов уже занимали близлежащие высоты и подножия гор. Особое их скопление было вокруг того орудия, что в некоторой степени помогло русским быстрее определить его местоположение. Одна из артгранат попала в мешки с ячменём, которыми было прикрыто 8-е орудие. По секундомеру была определена дистанция в 2100 сажень, и после тщательной наводки, русское орудие произвело ответный выстрел. Дистанция была определена правильно, но было недостаточное отклонение целика, и артграната упала справа от цели. С турецкой стороны последовал массовый «гомерический» хохот, доносившийся даже до цитадели. Вслед за этим, турецкое орудие попало в амбразуру, разрушив вокруг неё часть стены. Тем временем, наводчик Кубышкин подкорректировал отклонение и, прямым попаданием в колесо, турецкое орудие было сбито. Со стен и из окон цитадели стрелки, до того момента в молчаливом напряжении следившие за ходом дела, «взорвались» восторженными возгласами: «Сбили орудие!..». Не изменяя прицела, русское орудие третьим выстрелом окончательно вывело неприятельское орудие из строя.

### Письма с предложением о капитуляции
С первых дней осады турецкое командование неоднократно предпринимало попытки принудить гарнизон к капитуляции. Письма поступали на турецком, персидском и русском языках, как на имя коменданта, так и с обращением ко всему гарнизону. Турки также тщетно пытались принудить гарнизон сдаться и через Исмаил-хана Нахичеванского, обращаясь к нему лично. Письма посылались за печатями или подписями: бригадного генерала Фаик-паши, дивизионного генерала Гази-Мухаммад-паши Шамиля, начштаба Магомед-Муниб-паши, польского майора Коммера, мушира Исмаил-паши, а также различных курдских шейхов и других турецких должностных лиц. Содержание писем в основном состояло из обещаний, в случае сдачи, сохранения всем жизни, в противном случае, ― поголовного истребления всего гарнизона. Чем дальше, тем условия капитуляции для гарнизона были более выгодными. На все письма Штоквич в основном отвечал или устным «вежливым поклоном паше», или не отвечал вовсе. Турецкий парламентёр, доставивший 4-е письмо, был повешен, так как он оказался бывшим лазутчиком Ковалевского и заподозрен в измене. Другой парламентёр был сброшен с окна. Расшибленный падением, но ещё живой, он пополз под гору, и чтобы покончить с его страданиями, один из офицеров гарнизона, «чисто из человеколюбия», выстрелом из пистолета добил турка.
Поступление писем с предложением сдаться особенно участилось под конец осады, когда туркам стало известно о движении Эриванского отряда в сторону Баязета. В письмах сообщалось, что русские войска разбиты на всех фронтах, и помощи гарнизону ждать неоткуда. На последнее, самое выгодное письмо, Штоквич ответил письменно:
Если вы так сильно желаете взять крепость, берите нас силою. Русские живыми не сдаются. По первому же высланному переговорщику прикажу стрелять.— из рапорта коменданта города Баязета капитана Штоквича 
Всего за время осады гарнизону поступило 9 писем.

### Дождь
24 июня (6 июля) небо над городом затянуло тучами, а ночью пошёл проливной дождь. Бойцы гарнизона «ловили» воду всевозможной посудой, ― котелками, сапогами, брезентом, пригоршнями и даже ртом. К каждой луже, сколько вмещались, припадали по несколько человек. Часовые, не имея возможности покинуть пост, обсасывали свои промокшие мундиры. Доносившиеся из цитадели ночной гам и споры побудили осаждающих открыть огонь, на который гарнизон не обращал особого внимания.
К утру 25 июня (7 июля) дождь прекратился. Несмотря на то, что практически все точки во дворах были пристреляны неприятелем, многие бойцы и с рассветом продолжали припадать к лужам, попадая при этом под прицел турецких стрелков.
Из-за резкого чрезмерного употребления воды, у бойцов, чьи организмы давно отвыкли от необходимого достатка воды, начались побочные эффекты. Поднялась почти поголовная эпидемия дизентерии. Урядник Севастьянов в дальнейшем вспоминал:
Вскоре животы наши стало распирать, дыхание затруднялось, в желудке боль, по телу дрожь, у многих рвота, головная боль, ― это считали за лихорадку ― болезнь не опасная, знакома ещё по Сухуму и бояться, значит, нечего.— из воспоминаний урядника С. Севастьянова 
С помощью набранной в ту ночь воды, в гарнизоне могли готовить горячую пищу.

### Последние дни осады
Ещё 24 июня (6 июля) в Баязет прибыл начальник Алашкертского отряда мушир ферик Исмаил-Хакки-паша. В очередной раз тщетно попытавшись принудить русский гарнизон сложить оружие, он отбыл в тот же день, предварительно приказав усилить осадный отряд Муниб-паши батальоном регулярной пехоты и одним орудием из отряда Фаик-паши.
С того же дня осада цитадели ужесточилась. Беспрерывно шли артиллерийские и ружейные обстрелы. Запасы воды после ночного дождя быстро истощились, а ночные вылазки за водой оканчивались ничем. Исмаил-хан, будучи неуверенным в том, что посланные до того лазутчики смогли добраться, для той же цели 25 июня (7 июля) в очередной раз приказал окликнуть добровольцев. На задание вызвались 1-го Уманского полка урядники Ерёменко и Молев, которые в ночь на 26 июня (8 июля) спустились по канату с флагштока и направились тем же путём, что их предшественники. Преодолев ряд трудностей и опасностей, они вышли к Чингильским высотам, где наткнулись на Эриванский отряд. Там же Тергукасов, который уже выступил на Баязет, лично выслушал казаков.
Особенно обстрел цитадели усилился 27 июня (9 июля). Причиной тому были приближение Эриванского отряда и распоряжение турецкого командования ― скорей покончить с осаждёнными. Сам же гарнизон, не имея понятия, что происходит извне, полагал, что готовится штурм цитадели.

## Освобождение

### Отступление Эриванского отряда
В результате неудачного штурма отрядом генерал-лейтенанта Геймана Зивинских высот, а также по ряду других причин, наступательная операция русских войск на кавказском театре войны захлебнулась. Лорис-Меликов снял осаду Карса и начал отступление к российской границе. Куда в более затруднительном положении оказался Эриванский отряд. Зайдя далеко вглубь турецкой территории, он вынужден был начать тяжёлое отступление, отбивая постоянные атаки курдской и черкесской конницы. Отступление также усугублялось скудным наличием продовольствия (хлеба не было вовсе), боеприпасов (у пехотных рот по 40―50, у стрелков по 30 патронов на чел.) и большим количеством больных и раненых (ок. 600 чел.), а также обозом с армянскими беженцами (более 3 тыс. семей).
В таких условиях Эриванский отряд явно не имел бы успеха по пути освободить баязетский гарнизон, и Тергукасов принял решение двигаться прямо в Игдырь, чтобы оставить там больных, раненых и беженцев, пополнить боезапас и тогда идти на помощь осаждённому гарнизону. Между тем, поступали донесения, что русский гарнизон в Баязете капитулировал, однако Тергукасов отказывался им верить, твердя:
Не может быть, не может быть. Русские не сдаются. Там верят и надеются на нашу помощь.— из воспоминаний старшего врача С. В. Любимского 
Вокруг Баязета в то время уже сосредоточилась крупная группировка турецких войск из Алашкертского и Ванско-баязетского отрядов, общей численностью 20―21 тыс. человек и 27 орудий, однако, по выражению находившегося тогда в Эриванском отряде врача Крымского пехотного полка С. В. Любимского:
…освободить своих заключённых собратьев приказывали и долг, и честь, и начальство.— из воспоминаний старшего врача С. В. Любимского 

### Движение Эриванского отряда на Баязет
26 июня (8 июля) в 5 часов утра Эриванский отряд выступил из Игдыря и форсированным маршем, пройдя 12 вёрст, к 10―11 часам прибыл на Орговский пост, где расположился биваком. 27 июня (9 июля) отряд продолжил своё движение и, взойдя на высоты перед Баязетской долиной, дал три орудийных выстрела, чтобы дать знать гарнизону, что помощь к нему уже идёт. Тем временем в цитадели, до которой донеслось эхо тех выстрелов, ещё не были уверены в том, что это русские орудия, и даже напротив, ― дальнейшее движение русского отряда в сторону Баязета, некоторыми было принято за движение турок. Однако после того, как Эриванский отряд с наступлением сумерек, остановившись на ночлег близ р. Евфрата (ок. 5 вёрст от Баязета), пустил сигнальную ракету, повторно произвёл три орудийных выстрела и сыграл «зорю», в цитадели окончательно убедились в том, что это идут к ним на выручку.

### Бой
28 июня (10 июля) 5 часов утра Эриванский отряд начал наступление. Общее численное превосходство турецких сил (как в живой силе, так и в артиллерии) не было использовано турецким командованием в полной мере из-за его несогласованных и пассивных действий. Кроме того, турецкие части находились на значительном расстоянии друг от друга.
После первых залпов русской артиллерии, курдские ополчения из осадного отряда Муниб-паши обратились в бегство, и против наступающего русского отряда в самом Баязете оставались действовать только 3 батальона регулярной турецкой пехоты и 4 орудия. В то же время, против последних были задействованы и 2 гарнизонных орудия Томашевского, а Кванин со своей сотней в разгар боя произвёл вылазку и ударил в тыл противнику. Турецкие батальоны, в свою очередь, занимая командные высоты, оказали упорное сопротивление, но не дождавшись ожидаемой помощи от Фаик-паши, который в свою очередь ожидал того же от Исмаил-паши, вынуждены были отступить.
В то время, когда город уже был фактически занят русскими частями, Исмаил-паша всё-таки решил двинуть на него свои части. Кинувшиеся в атаку на боковой отряд князя Амилахвари черкесская и курдская конницы, были остановлены тремя орудийными выстрелами, а турецкая пехота и артиллерия ограничилась перестрелкой с русскими частями, длившейся до наступления темноты.
В ходе боя одно турецкое орудие было подбито и 3 захвачено русскими. 80 турецких солдат были взяты в плен. Точные данные о потерях убитыми в отечественных источниках отсутствуют. Английские источники, ссылаясь на признания главнокомандующего Мухтар-пашу, сообщают, что турки в том бою потеряли убитыми 500 человек.
Потери русских среди солдат и офицеров были не значительны (по официальным данным ― 2 чел. убитыми и 21 ранеными, не считая гарнизона). В ходе боя было подбито одно гарнизонное орудие.

### Выход из цитадели
Как только ворота цитадели были раскрыты, бойцы гарнизона тут же бросились к ручью. Пленные турецкие солдаты принялись спускать со второго этажа орудие и выносить на носилках раненых. Г. И. Волжинский вспоминал, что бойцы гарнизона имели до такой степени вид худых, бледных и измождённых от голода людей, что, когда они стали выходить из отворённых ворот, то «на некоторых из них страшно было смотреть». Живую картину дают и другие очевидцы происходившего:

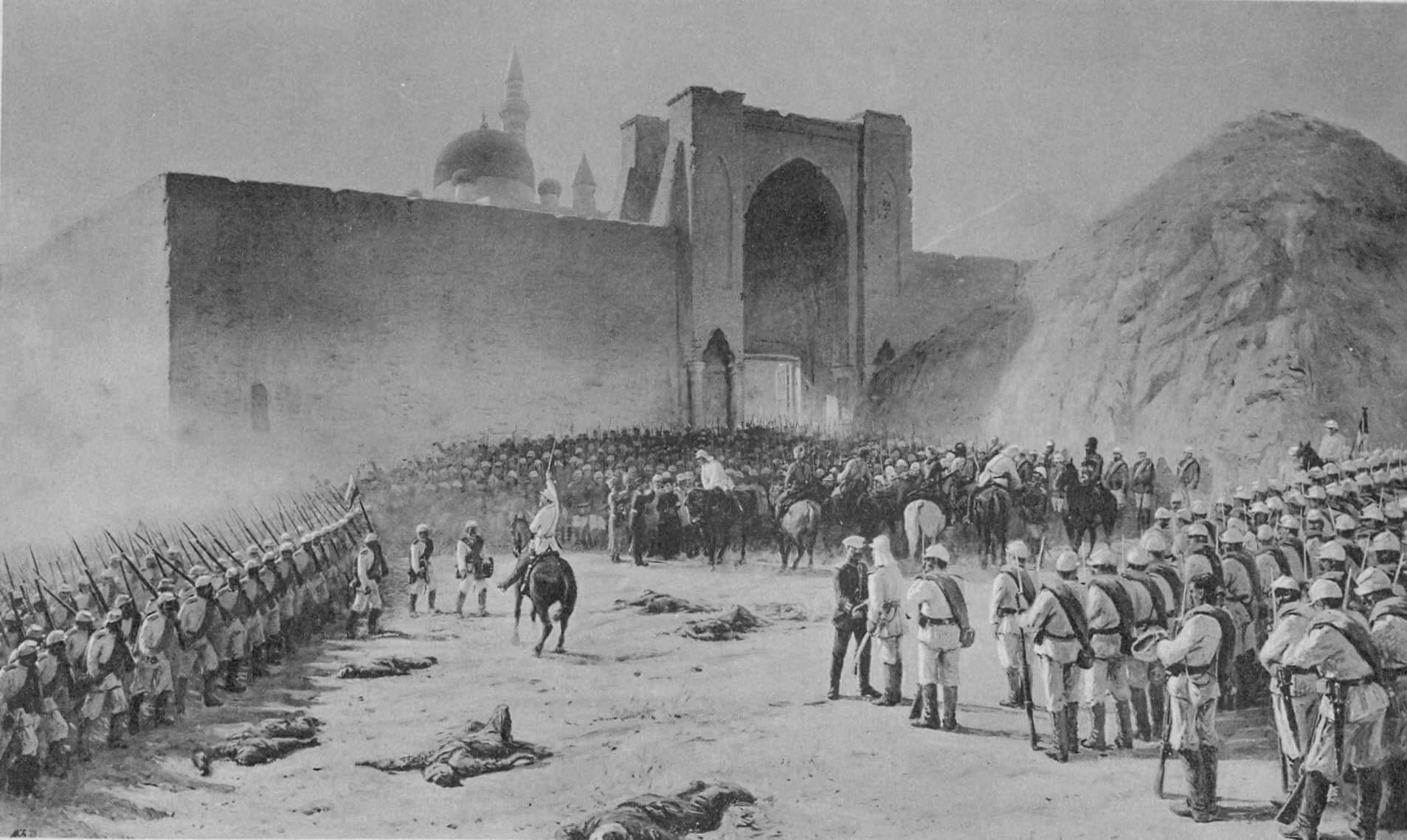
«Освобождение гарнизона Баязетской цитадели в 1877 г.». Худ. Л. Ф. Лагорио (1885)

Проходя между рядами страдальцев, … я услышал за собой знакомый слабый голос. Стало уже темнеть и я приблизился к зовущему меня, стараясь разгледеть его лицо. Нагнувшись, я узнал майора С―цкого [Роман Иванович Сивицкий]. Истерзанное мучениями, осунувшиеся лицо раненого ни мало не напоминало того богатыря полного сил и здоровья каким знал я его … Он слабо улыбнулся и подал мне горячую, сухую руку…
― Ничего… боли уменьшились… пулю вынули… да вот лихорадка всё… а тут ещё эти передвижения…
И больной от усталости закрыл глаза.— из воспоминаний старшего врача С. В. Любимского 
На встречу нам шли однополчане. Я узнал своего одностаничника Емануила Самонина, он в лицо меня не узнал, только по голосу признал: до того, значит, я изменился в лице.
― Дайте хлеба, говорю, я голоден. ― Сейчас же явился хлеб и мясо.
Одежда моя была пропитана смрадом и свежему человеку нельзя было быть около меня. ― Товарищи переодели меня во всё свежее, ― а потом пошли рассказы и расспросы …— из воспоминаний урядника С. Севастьянова 
Особое внимание было уделено Ковалевской, — вдове и единственной женщине, находившейся в осаждённой цитадели. Она вышла, опираясь на руку командира 74-го Ставропольского полка, в котором служил её муж, полковника фон-Шака. Келбали-хан Нахичеванский поспешил предложить ей свою лошадь, но из-за неимения сил держаться в седле, она предпочла при его поддержке идти пешком. Тергукасов поцеловал ей руку, успокаивая и искренне выражая ей соболезнование, в связи с потерей мужа.
На следующий день, 29 июня (11 июля) в 3 часа пополудни, Эриванский отряд покинул Баязет и на виду у турецких войск направился к российской границе, а 1 (13) июля прибыл в Игдырь. Своей телеграммой, Тергукасов известил главнокомандующего великого князя Михаила Николаевича:
Цитадель освобождена, гарнизон её и все больные и раненые до последнего человека выведены… Имею счастье поздравить Ваше Высочество с освобождением геройского гарнизона.— телеграмма из Игдыря в Александрополь. 29 июня 1877 

## Последствия
Во время осады бойцы гарнизона были доведены до крайней степени изнурения, которая требовала длительного гигиенического лечения. После освобождения они, обеспеченные всевозможными удобствами, были отправлены в горы, где чистый воздух способствовал восстановлению их здоровья. Однако, несмотря на это, спустя некоторое время, многие из участников умерли из-за перенесённых ими во время осады лишений. Так, к примеру, казак Н. С. Лупандин в дальнейшем вспоминал:
Наших Новопокровских казаков было в Баязиди 21 человек, из коих 3 остались там, да 2 убили уже при выходе 28 июня, а остались теперь ещё живые 7 нас человек и те самые, которые ежедневно, т. е. еженочно выходили за добычей, т. е. спущались, и каждый раз пили воду удовль, а те, которые не ходили в охотники на вылазку, некоторые чрез месяц померли, некоторые чрез год или не более два, все поумерли, значит вода поддерживала человека, за 23 дни они пяти раз не напились уволю.из воспоминаний казака ст. Новопокровской Н. С. Лупандина 

## Значение
Изначально, оборона цитадели имела важное стратегическое значение:
1. Основные силы Ванско-баязетского отряда Фаик-паши были отвлечены осадой и не были в полном составе выдвинуты наперерез отступающему Эриванскому отряду Тергукасова, что позволило последнему относительно успешно вернуться в свои пределы[179].
2. Иррегулярные турецкие войска, по большей части непосредственно осаждавшие цитадель, должны были вторгнуться в Эриванскую губернию[180], на границе которой не было достаточных сил русских (не более 700 чел. пехоты, казаков и милиционеров), чтобы остановить вторжение[181].

По возвращении Эриванского отряда в Игдырь, Баязетское сидение уже имело как для турок, так и для русских исключительно моральное значение. Уничтожение русского гарнизона для первых или освобождение его для вторых, означало определённую победу.
Великий князь и главнокомандующий Кавказской армией Михаил Николаевич в ответ на донесение Тергукасова о проведённой операции по освобождению баязетского гарнизона отвечал, что «Государь [Александр II] желает знать кто составлял гарнизон баязетской цитадели и кто им командовал».

## Награды и знаки отличия

### Коллективные награды
За оборону цитадели с надписью — «За геройскую защиту Баязета съ 6-го по 28-е Iюня 1877 года»:
- 7-й и 8-й ротам 2-го батальона 73-го Крымского пехотного полка — Георгиевские Сигнальные серебряные рожки[185][186];
- 2-му батальону 74-го Ставропольского пехотного полка — Георгиевское знамя (13 октября 1877)[187][188];
- 4-му взводу 4-й батареи 19-й Артиллерийской бригады — Знаки отличия на головные уборы[Комм. 14][189][190];
- 2-й и 5-й сотням 1-го Уманского конного полка Казачьего кубанского войска — Знаки отличия на головные уборы[189].

Присвоения знака отличия 1-й сотни 2-го Хопёрского полка не последовало, так как, ввиду упразднения в 1878 году Баталпашинского отдела, Хопёрский полковой округ перешёл в ведомство Майкопского военного округа и сам полк был расформирован.

### Индивидуальные награды
Все участники обороны Баязета были награждены серебряной медалью «В память Русско-турецкой войны 1877—1878».
В июле 1877 года майору Штоквичу и полковнику Исмаил-хану Нахичеванскому «…за отличное мужество, храбрость и распорядительность, оказанные ими во время блокады кр. Баязета» по ходатайству главнокомандующего Михаила Николаевича Александром II (без утверждения Георгиевской Думы) были пожалованы ордена Св. Георгия 4-й степени (формально награждение будет оформлено приказом от 31 декабря 1877 г.).
Орденом Св. Георгия 4-й степени был награждён и поручик Томашевский (26.12.1877).
Кроме того, Михаил Николаевич наградил Штоквича золотой драгунской саблей с надписью «За храбрость» (18.04.1878).
Войсковой старшина Кванин был награждён орденами Св. Владимира 4-й степени с мечами и бантом и Св. Станислава 2-й степени с мечами.

## Руководство обороной

### Документы, очевидцы и другие источники
Из официальных материалов известно, что согласно своей должности, руководство обороной осуществлял комендант цитадели (крепости) — капитан Ф. Э. Штоквич. Об этом свидетельствуют перечень приказов и распоряжений, изданных последним во время осады и в дальнейшем опубликованных в ряде изданий, а также телеграмма от 2 июля 1877 года Великого князя Михаила Николаевича императору Александру II, где сообщалось, что «Начальником гарнизона был комендант цитадели Тифлисского местного полка капитан Штоквич…», и перечни военных действий для внесения их в послужные списки офицеров: «Июнь… 7―28. Оборона Баязета капитаном Штоквичем».
Тоже сообщали и очевидцы: участники сидения ― лазутчик из цитадели С. Терпогосов и урядник С. Севастьянов, а также те, кто участвовал в освобождении гарнизона ― бывшие на тот момент врач С. В. Любимский и поручик Г. И. Волжинский, имевшие беседы с участниками сидения (последний называл «душой геройского сопротивления» подпоручика Томашевского).
На то, что обороной цитадели руководил Штоквич, напрямую или косвенно (как бы, само собой) указывают и различные дореволюционные, советские и в дальнейшем ― российские источники, включая публицистическую литературу. Тоже подтверждает и ряд зарубежных источников.
Кроме того, некоторые источники дают пояснение, что, так как по Военному закону комендант при осаде являлся первым лицом, то под началом капитана Штоквича находились и штаб-офицеры бывшие старше его чинами.
Все важные вопросы решались на Военном Совете, состоявшего под председательством коменданта цитадели капитана Штоквича. Данное положение прописано в «Своде военных постановлений»:

Разд. 2 (Управление крепостями)

Гл. 2 (Обязанности и права коменданта крепости)

Отд. 2 (Обязанности и права коменданта по охране и обороне крепости)

III — При состоянии крепости в осадном положении:
- 345. … В случаях … внезапного приближения неприятеля крепость объявляется в осадном положении по собственному распоряжению Коменданта крепости.
- 346. … Комендант крепости … вступает, в отношении гарнизона, в права Командира отдельного корпуса.
- 348. С объявлением осадного положения в крепости учреждается Совет, под председательством Коменданта крепости …
- 349. Совет собирается по распоряжению Коменданта крепости. … Мнение Совета для Коменданта крепости не обязательно.
- 351. Оборона крепости возлагается на личную ответственность Коменданта крепости. Поэтому ему предоставляется полная свобода действий и право отступать от полученных инструкций.— «Свод военных постановлений 1869 г.» 

Однако, судя по событиям 8 июня (то есть в день штурма), огромное влияние на совет производил Пацевич, о неотвязчивых настояниях которого сдать цитадель вспоминал и сам Штоквич. С выбыванием же Пацевича из строя, Штоквич полноценно вступал в свои права.

### Энциклопедические издания
Во всех дореволюционных энциклопедических изданиях однозначно сообщается, что руководил обороной капитан Штоквич.
В энциклопедиях издательства БСЭ (в дальнейшем БРЭ) прослеживается нестабильность в определении относительно руководства обороной. Так, в 3-м издании «БСЭ» (1970) пишется, что «руководили обороной полк. И. Хан Нахичеванский, капитан Штоквич и поручик Томашевский»; в энциклопедии «Отечественная история» (1994), что защитники Баязета были «во главе с полк. Исмаил-ханом Нахичеванским и комендантом цитадели капитаном Ф. Э. Штоквичем», а в «БЭС» (1997) уже сообщается, что российский гарнизон был «во главе с полковником И. Ханом Нахичеванским». В БШЭ «Руссика» (2002) пишется, что оборону возглавили «комендант цитадели капитан Ф. Э. Штоквич, полковник И. Хан Нахичеванский и поручик Томашевский». В БРЭ (последнее издание) пишется, что защитники Баязета были «во главе с комендантом капитаном Ф. Э. Штоквичем».
В «СВЭ» (1976) повторяется тоже, что и в 3-м издании «БСЭ» (1970), а в «ВЭ» (1997) руководителем обороны назван Штоквич.
В приложении к американскому проекту «The Modern Encyclopedia of Russian, Soviet & Eurasian History» (2003) пишется, что гарнизон находился под руководством «полковника Исмаил-хана Нахичеванского и капитана Фёдора Эдуардовича Штоквича».

### Альтернативная версия
Существует альтернативная версия, согласно которой, оборону возглавлял Исмаил-хан Нахичеванский. Главным её аргументом является то, что он был «старшим по званию».
В 1885 году полковник К. К. Гейнс в издании «Русская старина» опубликовал подробности Баязетского сидения. От себя он довольно нелестно отзывался о Штоквиче и акцентировал внимание на Исмаил-хане Нахичеванском. Ссылаясь на переданную ему войсковым старшиной Кваниным записку, относительно происходивших 8 июня событий, Гейнс писал:

«…войсковой старшина Кванин отправился во второй двор к полковнику Исмаил-хану Нахичеванскому, прося его, как старшего, принять командование войсками после подполковника Пацевича. На это тот ответил, что уже вступил в эту должность и прибавил: так как он не совсем опытен в военном деле, то предлагает ему приводить в исполнение все его распоряжения по обороне Баязета, на что войсковой старшина Кванин изъявил полную готовность…»— полковник К. К. Гейнс 
Впрочем, напрямую о том, кто именно возглавлял оборону, сам Гейнс ничего не сообщал. Его запрос к Исмаил-хану дать некоторые разъяснения остался без ответа.
В 1895 году полковник М. Алиханов (родственник ханов Нахичеванских) в качестве журналиста газеты «Кавказ» взял у Исмаил-хана интервью. Во вступительной части статьи, в частности, стоял вопрос, ― «… кто был главным действующим руководителем, или, так сказать, душою обороны…», и в ходе интервью им как «старшим» рассматривался именно Исмаил-хан Нахичеванский.
В 1908 году полковник В. И. Томкеев указывал на то, что после «…выбывания подполковника Пацевича из строя возник вопрос о начальствовании», что, учитывая образовавшуюся в тот день общую конфронтацию среди командования, может подразумевать и некое разногласие у собиравшихся принять на себя дальнейшее руководство обороной. С другой стороны, в воспоминаниях как Штоквича, так и Исмаил-хана отсутствуют какие бы то ни было отрицательные отзывы друг о друге. Беря во внимание то, что старшими в чинах являлись полковник Исмаил-хан Нахичеванский и войсковые старшины Кванин и Булавин, Томкеев изложил свои предположения: «Надо полагать, что все меры по обороне принимались по решению „военного совета“; на долю же коменданта оставалась власть исполнительная и хозяйственная».
В 1956 году Н. И. Беляев в своей монографии писал: «В командование вступил старший в чине… полковник Измаил-хан-Нахичеванский его заместителем стал казачий войсковой старшина Каванин [Кванин]. Но так как оба эти офицера были кавалеристами и с крепостной обороной знакомы не были, то все принципиальные вопросы решались Военным советом. Душой же обороны был артиллерийский поручик Томашевский».
В 2003 году журналист и писатель Р. Н. Иванов в некоторых газетах опубликовал альтернативную версию, а в следующем году издал книгу («документальную повесть») «Оборона Баязета: правда и ложь», где он утверждал, что гарнизоном командовал именно Исмаил-хан Нахичеванский. Его версия нашла особый отклик в Азербайджане, куда он неоднократно приглашался для совместного сотрудничества с местными историками и писателями. Публикации Иванова приобрели некую популярность у читателей (главным образом на интернет-ресурсах), однако для исторической науки они интереса не представляют, так как сам автор не историк, а многие его утверждения противоречат как авторитетным изданиям, так и простейшим историческим реалиям. Тем не менее, под редакцией Иванова вышел сборник статей А. Н. Гаджиева, опубликованных им ранее в газете «Обозреватель», где последний передаёт версию первого. Ту же версию в своей книге передают писатель Ф. Ф. Нагдалиев (2006) и некоторые другие газеты.
В 2006 году Ю. В. Кольцов провёл всесторонний анализ как документов, так и независимых источников, после чего пришёл к однозначному выводу, что обороной руководил именно ― капитан Штоквич. Что касается очерка Гейнса, главным образом послужившим к созданию альтернативной версии, то по мнению Кольцова он хоть напрямую и не называл руководителя обороны, но «…отлично знал ответ на вопрос о том, кто руководил обороной, — ответ, который мог не видеть в то время только пристрастный или далёкий от военного дела человек».
Что же касается «старшинства в чине», то по этому поводу бывший на тот момент генерал-майор И. Г. Амилахвари в дневнике от 1 июля 1877 года описал случай, произошедший в его палатке, когда на трапезе между капитаном Штоквичем и генерал-майором Броневским возник оживлённый спор по поводу действия пехотных штурмовых колонн под цитаделью 28 июня. Последний заявил Штоквичу, что

«…он не имел там никакого права распоряжаться, командовать и понуждать пехоту к штурму в присутствии его, генерала, которому, по старшинству в чине, одному тогда принадлежала инициатива боя и командование штурмующими войсками».— дневник И. Г. Амилахвари 
Штоквич в свою очередь не менее энергично отвечал, что

«…несмотря на свой чин капитана, он [Штоквич] по закону, как комендант, считал себя старшим, почему и вправе был распоряжаться и командовать».— дневник И. Г. Амилахвари 

## Баязетское сидение в искусстве

### Живопись
В 1885 году Л. Ф. Лагорио написал картину «Освобождение гарнизона Баязетской цитадели в 1877 году», а в 1891 — «Отбитие штурма крепости Баязет 8 июня 1877 года». Ныне обе картины находятся в Военно-историческом музее артиллерии, инженерных войск и войск связи в Санкт-Петербурге.

### Художественная литература
- Раффи. «Хент» (арм. «Խենթը») — роман (повесть) о событиях времён русско-турецкой войны 1877—1878 годов. В 1880 году был напечатан по частям в газете «Мшак» на армянском языке. В 1898 году 1-я часть («Оборона Баязета в 1877 г.») была переведена Н. М. Кара-Мурзой на русский язык и вошла в литературно-научный сборник «Братская помощь пострадавшим в Турции армянам»[с 5]. В 1881 году роман вышел отдельной книгой. В 1908 году полностью переведён и издан на русском языке[с 6].
- Валентин Пикуль. «Баязет» — исторический роман. Написан в 1959—1960 годах.
- Борис Васильев. «Господа офицеры» — роман-эпопея, вторая часть (Книга 2) дилогии «Были и небыли». Написана в 1981 году.

### Кинематограф
- Режиссёры Андрей Черных и Николай Стамбула «Баязет» — художественный телесериал, экранизация одноимённого романа Пикуля. Вышел на экраны в 2003 году[с 7].